# إسبانيا هابسبورغ
إسبانيا الهابسبورغية هي الفترة من تاريخ إسبانيا خلال القرنين السادس عشر والسابع عشر (1516-1700)، عندما حكم إسبانيا الفرع الرئيسي من سلالة هابسبورغ النمساوية (ترتبط أيضاً بدورها في تاريخ أوروبا الوسطى). تحت حكم هابسبورغ (خصوصا في ظل شارلكان وفيليب الثاني) وصلت إسبانيا ذروة نفوذها وقوتها، حيث سيطرت على أراض تتراوح بين الأمريكتين إلى جزر الهند الشرقية في آسيا والبلدان المنخفضة (و التي تقع الآن في فرنسا وألمانيا) وجزء من إيطاليا الحالية، والإمبراطورية البرتغالية في الفترة بين 1580-1640 وغيرها من الجيوب صغيرة مثل سبتة ووهران في شمال أفريقيا. إجمالاً كانت إسبانيا هابسبورغ ولأكثر من قرن أعظم قوة في العالم. لهذا السبب يشار إلى هذه الفترة من التاريخ الإسباني باسم «عصر التوسع».
هيمنت إسبانيا خلال حكم آل هابسبورغ سياسيا وعسكريا على أوروبا في القرنين السادس عشر والسابع عشر ولكنها شهدت انحدارا تدريجيا لنفوذها في النصف الثاني من القرن السابع عشر تحت حكم ملوك هابسبورغ اللاحقين.
اعتبرت سنوات آل هابسبورغ العصر الذهبي الإسباني من ازدهار ثقافي. من بين الشخصيات الأكثر تميزا في هذه الفترة كانت تيريزا الأفيلاوية وبيدرو كالديرون دي لا باركا وميغيل دي سرفانتس وإل غريكو دومينغو دي سوتو وفرانسيسكو سواريز ودييغو فيلاثكيث، وفرانسيسكو دي فيتوريا.

## الاسم والبنية الإقليمية

درع الإمبراطور شارل الأول، يظهر عليه أراضي إسپانيا (أعلى) والممتلكات الأوروپية الأخرى (أسفل).

تعني إسبانيا في تلك الفترة كامل شبه جزيرة إيبيريا، فهي سياسيا تعني كونفدرالية تضم عدة ممالك مستقلة اسميا في الاتحاد الشخصي: أراغون وقشتالة وليون ونافار وانضمت البرتغال في الفترة (1581–1640).وفي بعض الأحيان تكون تلك الممالك الفردية عبارة عن اتحادات، وأشهرها:" تاج أراغون عبارة عن: (إمارة كتالونيا ومملكة أراغون ومملكة فالنسيا ومملكة مايوركا).
بزواج الملكة إيزابيلا الأولى وفرناندو الثاني سنة 1469 تم توحيد البيت الملكي لإثنين من أكبر تلك الممالك (قشتالة وأراغون) مما ساعد في حملة ناجحة ضد الموروسكيين. وانتهت بالإستيلاء على غرناطة في 1492.
أنعم البابا إسكندر السادس على ايزابيلا وفرديناند لقب أصحاب الجلالة الكاثوليك سنة 1496 واستمر مصطلح Monarchia Catholica أي جلالة الملك الكاثوليكي (الإسبانية الحديثة: Monarquía Católica) يستخدم لملوك هابسبورغ الإسبان.
تكون مفهوم «إسبانيا» في فترة آل هابسبورغ. بمعنى أنه أضفي عليه الطابع المؤسسي في القرن ال 18. وفي القرن ال 17 أي خلال وبعد نهاية الاتحاد الإيبيري اشتهر نظام هابسبورغ الملكي في إسبانيا أيضا باسم «الملكية الإسبانية» أو «الملكية في إسبانيا» إلى جانب إسمها الشائع مملكة اسبانيا.
ظهرت دولة إسبانيا الموحدة إلى حيز الوجود وبحكم القانون بعد وفاة كارلوس الثاني في 1700 ومعه انتهت سلالة هابسبورغ الإسبانية وصعود أسرة آل بوربون بتنصيب فيليب الخامس مع ظهور إصلاحات مركزية مماثلة لتلك في فرنسا.

## التاريخ

### بداية الامبراطورية (1504–1521)

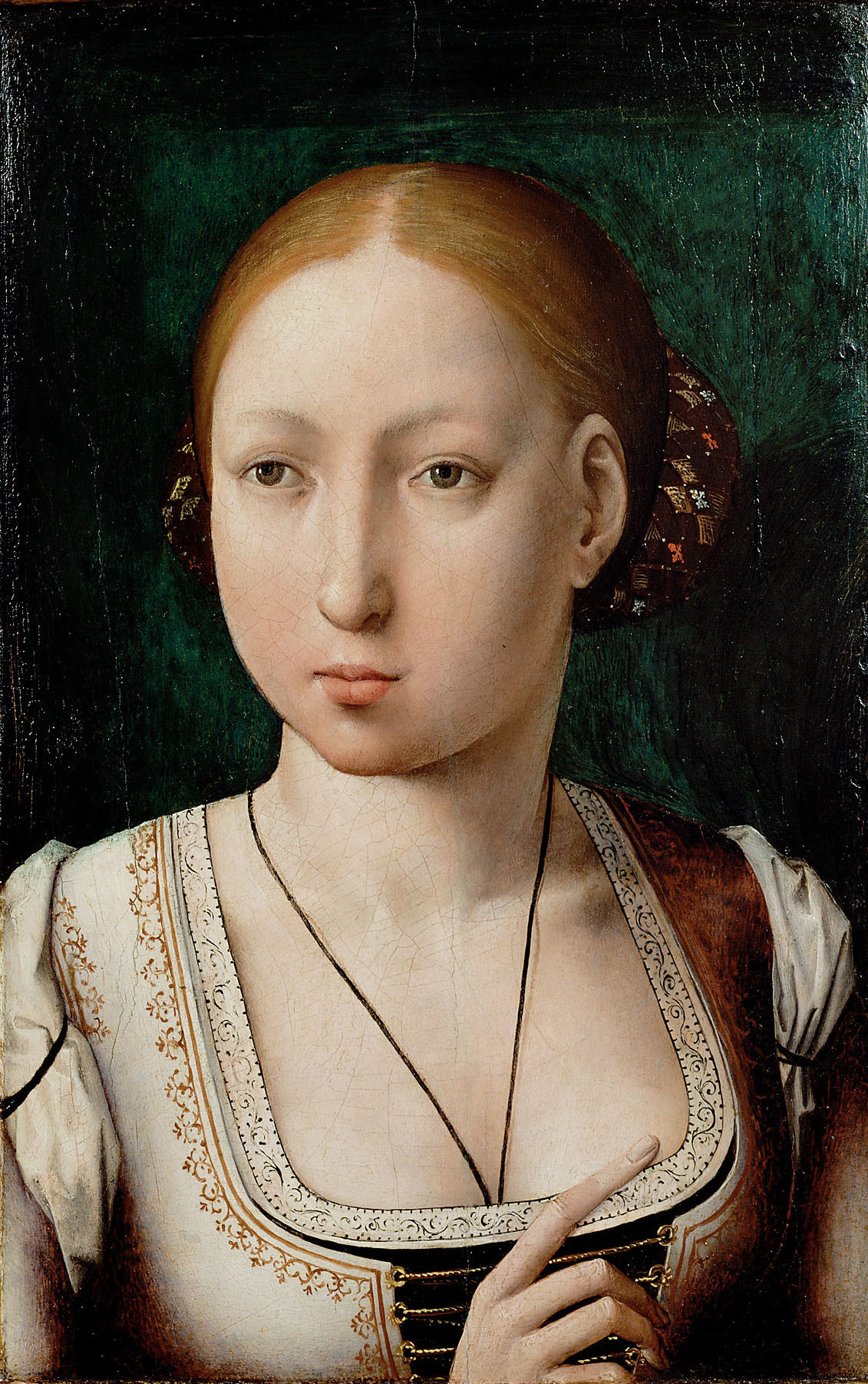
خوانا الأولى

توفيت إيزابيلا الأولى سنة 1504 وحاول فرديناند الثاني الحفاظ على موقعه في قشتالة بعدها، إلا أن برلمان قشتالة (وهو البلاط الملكي) اختار تتويج خوانا الأولى ابنته من ايزابيلا ملكة عليهم، وهي متزوجة من فيليب ابن الإمبراطور الروماني المقدس ماكسيميليان الأول آل هابسبورغ وماري دوقة بورغونيا. وبعد بفترة تعرضت خوانا لإضطراب عقلي أدى إلى الجنون. ثم أعلن فيليب الأول في 1506 أنه ملك قشتالة بحكم الزيجة، إلا أنه توفي من نفس العام في ظل ظروف غامضة، ربما مسموما على يد فرديناند الثاني والد زوجته. وبما ان عمر ابنهما الأكبر (شارلكان) هو ست سنوات فقط، فقد سمح بلاط قشتالة على مضض والد خوانا فرديناند الثاني لحكم البلاد باعتباره الوصي عليها وعلى شارلكان.
أضحى فرديناند بعد وفاة الملكة إيزابيلا ملك إسبانيا الأوحد، فانتهج سياسة أكثر عدوانية من قبل، حيث ذهب إلى بلورة أفكاره بغزو نافار فأرسل في البداية حملة قشتالية ثم دعمها لاحقا بقوات أراغونية (1512). فوسع أيضا من دائرة نفوذ بلاده في إيطاليا ضد فرنسا. فساهم -لكونه ملك أراغون- في الحرب ضد فرنسا والبندقية لحكم إيطاليا؛ فأصبحت هذه الصراعات محور سياسته الخارجية. وأتى أول نشر لجيشه في حرب عصبة كامبراي ضد البندقية، حيث ميز الجنود الإسبان أنفسهم في معركة أنياديللو (1509) إلى جانب حلفائهم الفرنسيين. وفي السنة التالية أضحى فردناند جزءا من الحرب المقدسة ضد فرنسا، فوجدها فرصة ليستحوذ على كلا من ميلانو — وكانت عليها مطالبات ذو علاقة بالقرابة الملكية – ونافارا والتي طالب بها بحكم زوجته جيرمين. وكانت هذه الحرب أقل نجاحا من الحرب ضد البندقية، وفي سنة 1516 وافقت فرنسا على هدنة جعل ميلان تحت سيطرتها واعترفت بالسيطرة الإسبانية على نافارا العليا. وفي السنة التالية توفي فردناند فورث حفيده شارلكان من آل هابسبورغ إمبراطورية قشتالة في أمريكا وممتلكات تاج أراغون في البحر الأبيض المتوسط (بما فيها جزء كبير من إيطاليا). وورث بوفاة والده فيليب الأول سنة 1506 البلدان المنخفضة وكونته الفرنسية حيث ترعرع في الفلاندر. وفي سنة 1519 توفي جده ماكسيميليان الأول فورث منه أراضي الهابسبورغ في ألمانيا حيث تم اختياره إمبراطورا بالترشيح. وظلت والدته خوانا ملكة قشتالة حتى وفاتها سنة 1555، إلا أنه ابقاها حبيسة بسبب مرضها وخوفه من أن يكون ملكا بديلا حسب اقتراح المعارضة (كما حدث في ثورة العوام [الإنجليزية]).
أضحى الامبراطور والملك شارلكان أقوى رجل في العالم المسيحي في ذلك الوقت. فتجمع لدى رجل واحد من أسرة واحدة سلطة قوية جدا، أثارت قلقا شديدا لفرانسوا الأول ملك فرنسا، الذي وجد نفسه محاطا بأراضي آل هابسبورغ. فغزا سنة 1521 أملاك إسبانيا في إيطاليا ونافار لتدشين الحرب الثانية من صراع فرنسا مع اسبانيا. فكانت الحرب كارثية لفرنسا، حيث عانت الهزيمة في معركتي بيكوكا وبافيا، حيث أسر فرانسوا وسجن في مدريد، وأيضا في معركة لاندريانو [الإنجليزية] (1529) عندما رضخ وتخلى عن ميلان لإسبانيا مرة أخرى.

### امبراطور وملك (1521–1556)

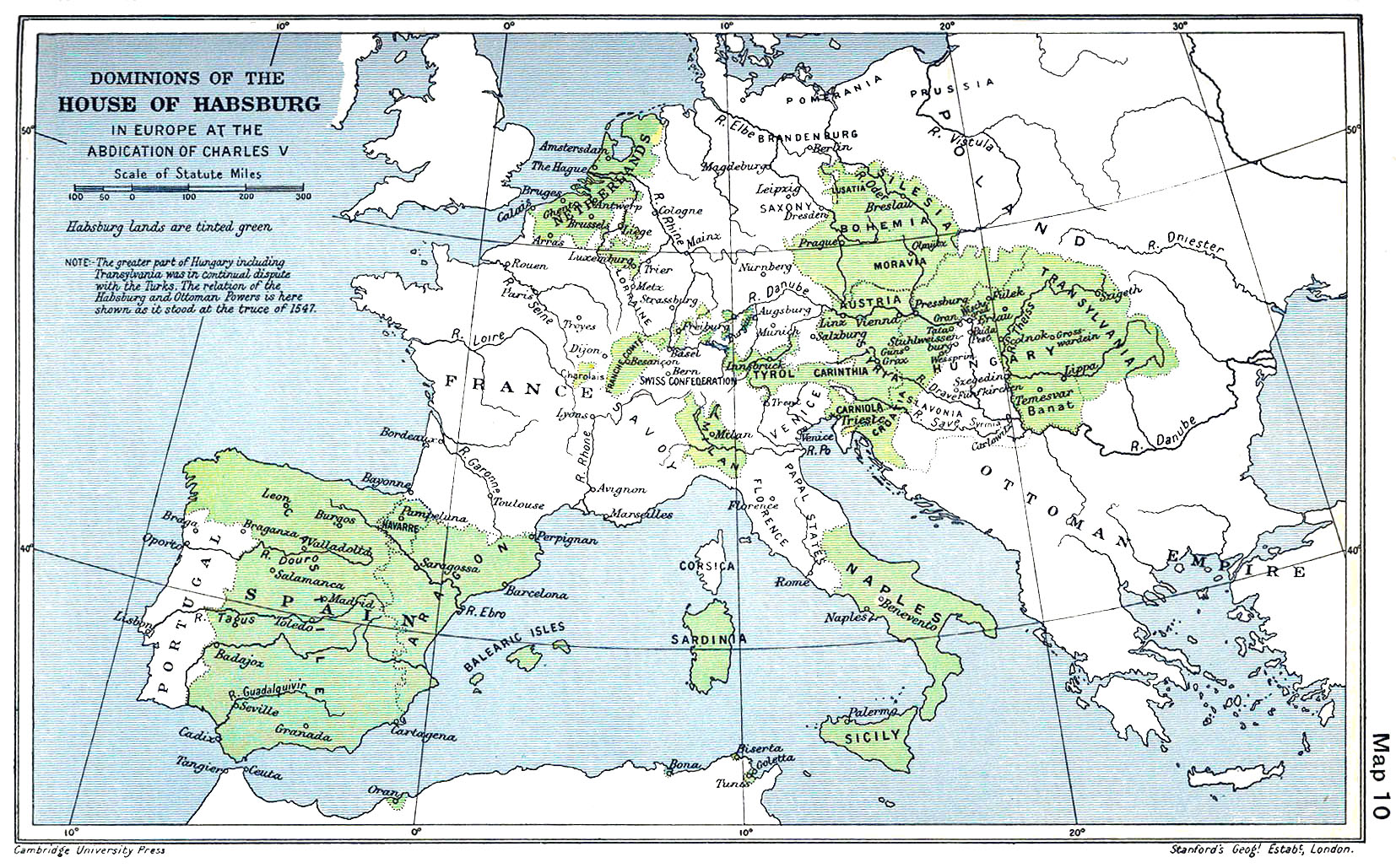
خريطة لممتلكات آل هابسبورغ بعد معركة مولبرغ (1547) كما صوره «أطلس تاريخ كامبريدج الحديث» 1912; أراضي هابسبورغ مرسومة بالأخضر.

فاجأ نصر الملك شارلكان الأول في معركة بافيا العديد من الإيطاليين والألمان، مما أثار المخاوف من أنه سيسعى للحصول على سلطة أقوى من أي وقت مضى. فغير البابا كليمنت السابع ولاءه وانضم لقوات من فرنسا ودول الإيطالية بارزة ضد إمبراطور آل هابسبورغ، مما أدى إلى حرب عصبة كونياك. تململ شارلكان من تدخل البابا فيما أسماه بالشؤون العلمانية. ففي سنة 1527 تمرد جيش شارلكان الموجود في شمال إيطاليا بعد نقص بالتمويل فتقدم جنوبا نحو روما حيث حاصرها ونهبها ولم يكن ذلك برغبة من شارلكان. مما سبب الحرج الشديد للبابا كليمنت والبابوات من بعده، فأصبحت البابوية بعد ذلك أكثر حذرا في تعاملها مع السلطة العلمانية. وفي سنة 1533 رفض البابا كليمنت طلب إبطال زواج هنري الثامن ملك إنجلترا الأول على كاثرين أراغون جزئيا أو كليا رغبة منه بعدم الإساءة إلى الإمبراطور شارلكان كي يمنع نهب عاصمته مرة الثانية، فقد وقع الطرفان معاهدة سلام في برشلونة سنة 1529 مما أوجد علاقة أكثر ودية بين الزعيمين. فأضحى اسم حامي الكاثوليكية فعّال لإسبانيا، فتوج شارلكان ملكا على إيطاليا (لومبارديا) مقابل مساعدة إسبانيا في الإطاحة بجمهورية فلورنسا المتمردة.
أعلن فرانسوا الأول سنة 1543 تحالفا لم يسبق له مثيل مع السلطان العثماني سليمان القانوني لإستعادة مدينة نيس التي يسيطر عليها الإسبان. فانضم هنري الثامن ملك إنجلترا إلى شارلكان في غزوه لفرنسا، فهو يحمل ضغينة ضد فرنسا أكبر مما هو ضد الإمبراطور لوقوفه ضد طلاقه. وبالرغم من هزيمة الإسبان في معركة سيريسول في سافوي إلا أن الفرنسيين ليسوا بالقادرين على تهديد جيش إسبانيا المسيطر على ميلان، وأيضا كانوا يعانون من هزيمة في الشمال على يد هنري مما أجبرهم على قبول شروط غير مرغوبة. أما النمساويين بقيادة فرديناند شقيق شارلكان الأصغر فقد واصلوا حربهم ضد العثمانيين في الشرق، بينما ذهب شارلكان للإهتمام بمشكلة قديمة: وهي اتحاد شمالكالدي.

لوحة فروسية شارلكان احتفالا بنصر الإمبراطور على البروتستانت في معركة مولبرغ (1547). بريشة تيتيان (1548)

بدأ الإصلاح البروتستانتي في ألمانيا سنة 1517. وبما أن شارلكان الملك وعاهل الإمبراطورية الرومانية المقدسة فله ممتلكات مهمة له على طول حدود ألمانيا، وله علاقة ودية مع أقاربه من آل هابسبورغ في النمسا الذين لهم مصلحة في الحفاظ على استقرار الإمبراطورية الرومانية المقدسة. إلا أن حرب الفلاحين الألمانية قد اندلعت في 1524 واستمرت في تخريب البلاد حتى سحقت بوحشية في 1526. فشارلكان الذي كان بعيدا عن ألمانيا إلا أنه كان ملتزما بحفظ النظام. أما البروتستانت فقد نظموا أنفسهم بعد الحرب في اتحاد دفاعي لحماية أنفسهم من الإمبراطور شارل باسم اتحاد شمالكالدي، فاحتفظت الولايات البروتستانتية ببعض الإنتهاكات أمام أعين كنيسة الكاثوليكية -مصادرة أراضي كنسية مع بعض الأمور الأخرى- وتحدت سلطة الإمبراطور.
تحالف اتحاد شمالكالدي مع الفرنسيين، وتمكن من صد محاولات تقويض التحالف في ألمانيا. ولكن هزيمة فرنسا في 1544 أدت إلى إلغاء التحالف مع البروتستانت، فتمكن الإمبراطور شارلكان من الاستفادة من هذه الفرصة، حيث حاول أولا التدخل في مسار مفاوضات مجمع ترنت في 1545، ولكن شعور القيادة البروتستانتية بالخيانة من الموقف الذي اتخذه الكاثوليك في المجلس أدى إلى ذهابهم للحرب بقيادة الناخب موريس السكسوني. فغزا شارلكان ألمانيا بجيش مختلط من الهولنديين والإسبان أملا باستعادة هيمنة الإمبراطورية. فألحق بالبروتستانت هزيمة ثقيلة في معركة مولبرغ التاريخية سنة 1547. فاضطرت الولايات البروتستانتية إلى توقيع صلح أوغسبورغ سنة 1555 معه، فاستقرت الأحوال في ألمانيا عملا بمبدأ دين الحاكم يفرض على المحكومين (باللاتينية: cuius regio, eius religio)، وهو موقف لم يحظ برضا رجال الدين الإسبان والإيطاليين. إلا أن تدخل شارلكان في ألمانيا أسّس لاسبانيا دورا بأنها حامية للكاثوليك. 

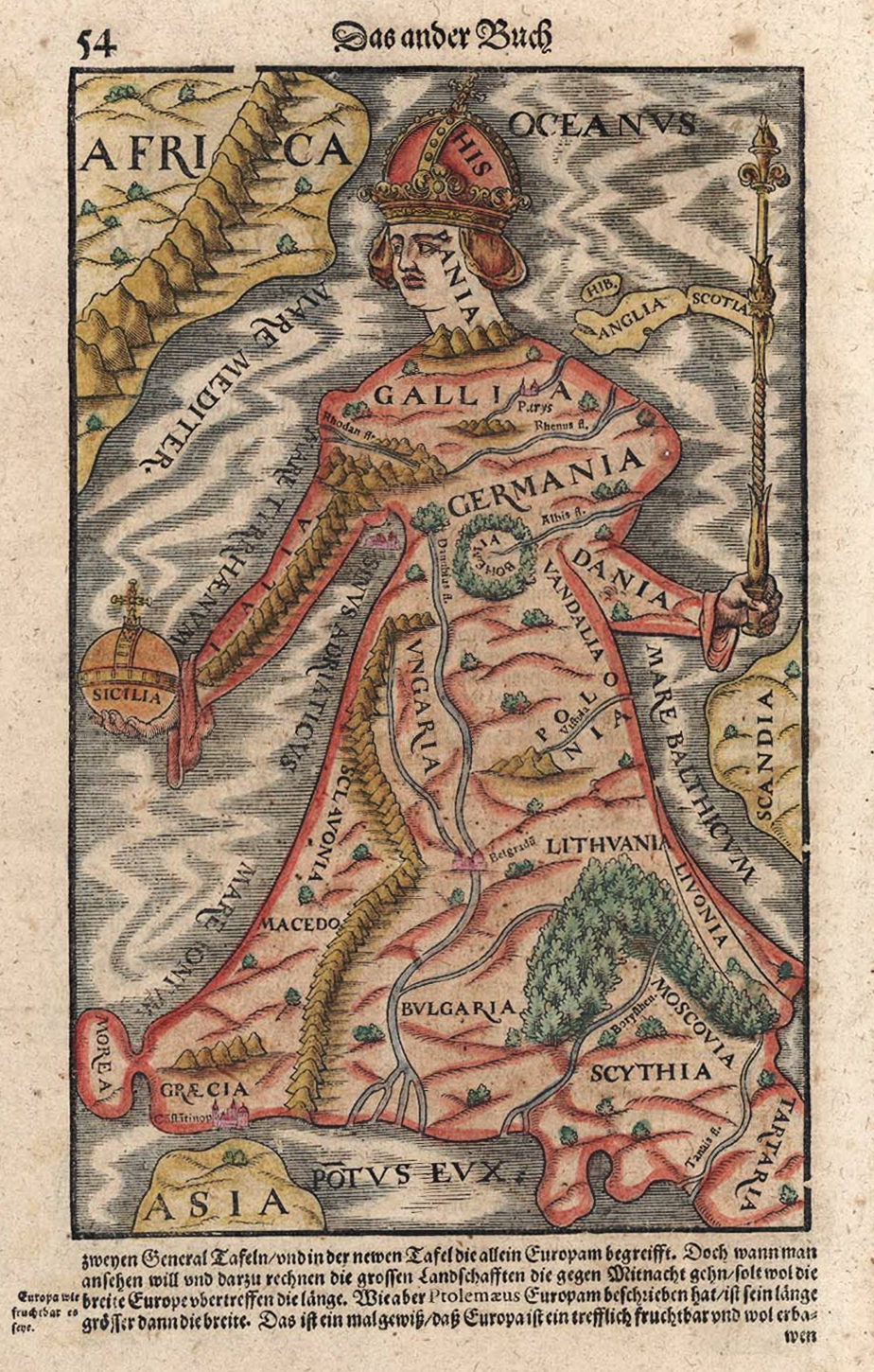
الملكة أوروبا، تظهر أوروبا تحت هيمنة هابسبورغ في حكم شارلكان

كانت زوجة شارلكان هي إيزابيل أفيس شقيقة جوان الثالث ملك البرتغال منذ 1526. وفي سنة 1556 تنازل عن الحكم معطيا الإمبراطورية الإسبانية لإبنه الوحيد فيليب الثاني ملك إسبانيا أما الإمبراطورية الرومانية المقدسة فأعطاها لأخيه فرديناند. وعاش بقية عمره منعزلا في دير يستي (إكستريمادورا، إسبانيا)، حتى توفي في 1558.

### منسانت كينتانإلىليبانت(1556–1571)
عندما استلم هنري الثاني عرش فرنسا في 1547 لم تكن إسبانيا قد وصلت بعد إلى سلام مع فرنسا فتجدد الصراع بينهما. حيث ألهب فيليب الثاني وبشراسة حربه ضد فرنسا، فسحق الجيش الفرنسي في معركة سانت كينتان في بيكاردي في 1558. ثم هزمهم مرة أخرى في معركة جرافلين [الإنجليزية]. بعد ذلك وقعت الدولتان صلح كاتو-كامبرازي في 1559، حيث اعترفت رسميا بمطالبات إسبانيا في إيطاليا. وبعد الاحتفالات التي تلت المعاهدة قتل هنري بشظية طائشة من أحد الجنود. ولكن مصاب فرنسا الأكبر هو تعرضها في السنوات الثلاثين التالية لحرب أهلية دينية، فتنحت من منافسة إسبانيا وآل هابسبورغ في السيطرة على أوروبا. فتخلصت إسبانيا خلال تلك الفترة من خصم قوي، حيث شهدت أوج قوتها وحضورها الإقليمي في الفترة من 1559-1643.

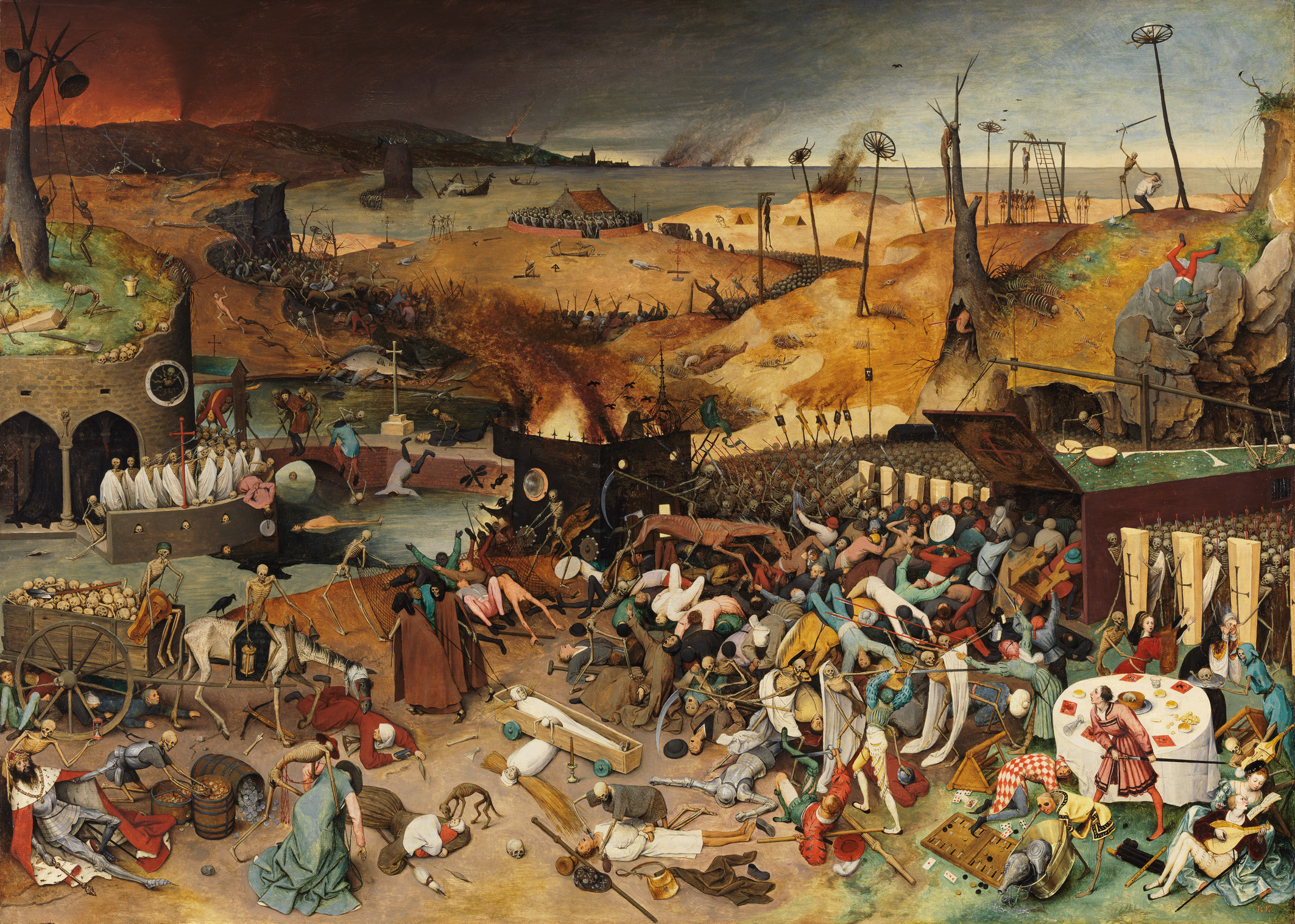
لوحة انتصار الموت (حوالي. 1562) لبيتر بروغل الأكبر تعكس المعاملة القاسية المتزايدة التي تلقاها الأقاليم السبعة عشر في القرن ال 16

تعاظمت الإمبراطورية الإسبانية بقوة منذ بدء حكم فرديناند وإيزابيلا. وفي عهد الملك شارلكان غزا الإسبان إمبراطوريتي الأزتك في 1519-1521 والإنكا في 1540-1558. ثم أنشئت مستوطنات إسبانية في العالم الجديد مثل: 
- مدينة مكسيكو أهم مدينة استعمارية، أسست في 1524 لتكون مركز إداري أساسي في العالم الجديد
- فلوريدا حيث استعمرت في عقد 1560
- بيونس آيرس، أسست في 1536
- نيو غرانادا (كولومبيا الحديثة)، استعمرت في عقد 1530.

أصبحت مستعمرات الإمبراطورية الإسبانية الخارجية مصدر ثروة لإسبانيا وقوة في أوروبا. لكن توسع شحنات الفضة السريع أواخر القرن ال 16 ذلك ساهم بزيادة التضخم الذي أثر في أوروبا كلها. وبدلا من دعم الاقتصاد الإسباني، فإن الفضة الأمريكية قد جعلتها تعتمد اعتمادا كبير على الموارد الخارجية من المواد الخام والسلع المصنعة. وأعلنت إسبانيا إفلاسها في 1557 فاضطرت إلى التنصل جزئيا من دفع ديونها من خلال دمج الديون والتحويلات.

شهدت معركة ليبانت (1571) بداية انتهاء هيمنة البحرية العثمانية في المتوسط

انتهت الحرب مع فرنسا سنة 1559 بصلح كاتو-كامبرازي مما جعل إسبانيا تشهد طفرة وحضور إقليمي. ومع ذلك فقد سقطت الحكومة بديون هائلة وأعلنت إفلاسها في ذات السنة. وكانت معظم إيرادات الحكومة تأتي من الضرائب والرسوم المفروضة وليس من الفضة أو السلع المستوردة. وفي الجانب الآخر كانت الدولة العثمانية تهدد الحدود الطويلة لأملاك هابسبورغ في النمسا وشمال غرب أفريقيا، وقد كان فرديناند وإيزابيلا قد أرسلا حملة على شمال أفريقيا فاستولت على مليلية في 1497 ثم وهران في 1509. أما شارلكان فقد فضل زيادة استخدام إستراتيجية البحرية لمحاربتهم، مما اعاق استيلاء العثمانيين على أملاك البندقية في شرق المتوسط. عدا ماكان ردا على غارات على الساحل الشرقي لإسبانيا حيث قاد شارلكان شخصيا هجمات ضد مدن في شمال أفريقيا (1545). وفي 1560 طرد العثمانيين الإسبان من ساحل تونس في معركة جربة. ولكنهم هزموا عندما حاصروا مالطا في 1565 بعد وصول امدادات من الإسبان لمساعدة فرسان القديس يوحنا. وبعدها بسنة توفي سليمان القانوني وخلفه ابنه سليم الثاني مما شجع فيليب على عزمه بنقل الحرب إلى الأراضي العثمانية. فتحركت في 1571 حملة بحرية ضخمة للعصبة المقدسة مكونة من الأسطول الإسباني والبندقية وسفن بابوية قادها دون خوان النمساوي ابن شارلكان غير الشرعي فأباد الأسطول العثماني في معركة ليبانت. وكان من ضمن الإسطول الروائي الإسباني ميغيل دي ثيربانتس مؤلف الرواية الإسبانية التاريخية دون كيخوتي. كبح هذا الإنتصار تهديد البحرية العثمانية على أوروبا وخاصة في غرب المتوسط. كانت خسارة البحارة ذوي الخبرة عائقا كبيرا لمواجهة الأساطيل المسيحية. ومع ذلك فإن العثمانيين نجحوا خلال سنة من إعادة بناء إسطولهم البحري وإعادة استخدامه لتعزيز هيمنتهم على شرق الساحل الأفريقي للبحر المتوسط ومعظم جزره. أما فيليب فلم تكن لديه الموارد اللازمة لمحاربة كلا من هولندا والعثمانيين في نفس الوقت، لذا فالجمود كان سيد الموقف في البحر المتوسط حتى وافقت إسبانيا على هدنة في 1580.

### الملك المتعثر (1571–1598)

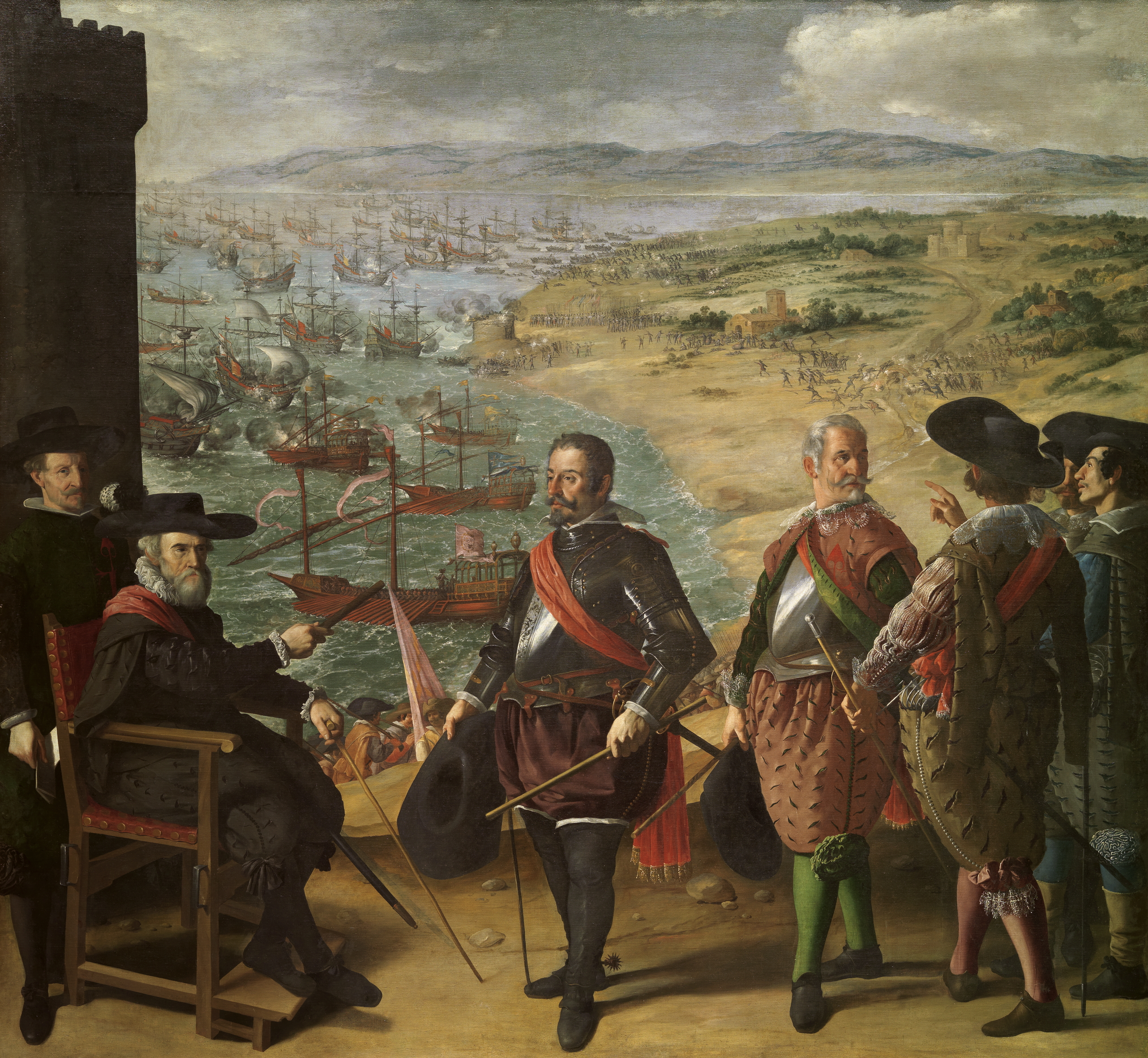
لوحة الدفاع عن قادس ضد الإنجليز رسمها زورباران 1634

لم تدم البهجة في مدريد طويلا. فقد أدت الكالفينية في هولندا الإسبانية (حاليا هولندا وبلجيكا وقد ورثها فيليب من شارلكان وأسلافه بورغونيون) إلى اندلاع أعمال شغب سنة 1566، فزحف دوق ألبا بجيشه إلى تلك البلاد، فأطلق العنان لفترة من الرعب لاستعادة النظام. ولم يتمكن ويليام البرتقال المعروف بالكتوم سنة 1568 أن يطرده من هولندا. ولكن اعتبرت تلك المعارك أنها بداية لحرب الثمانين عاما التي انتهت باستقلال الأقاليم المتحدة. وكان الإسبان متشددين في الحفاظ على سيطرتهم على تلك المقاطعات بسبب ماينالونه من ثروات ضخمة في هولندا وخاصة من ميناء أنتويرب الحيوي. حتى قيل في تقديرات:"أن عائدات التاج الإسباني من ميناء أنتويرب أكثر بسبع مرات من عائداتهم من الأمريكتين". وفي سنة 1572 استولت مجموعة متمردة من القراصنة الهولنديين عرفوا باسم متسولي البحر (بالهولندية: watergeuzen) على عدد من مدن الساحل الهولندي، حيث أعلنوا دعمهم لوليام ورفضهم زعامة إسبانيا.
صد الهولنديون في سنة 1574 حصار الجيش الإسباني بقيادة لويس دي ريجيزينز على ليدن بعد كسرهم للسدود مما تسبب بفيضانات عارمة. ثم واجه فيليب في 1576 فواتير جيشه ال 80,000 جندي عند احتلال هولندا، ثم كلفة أسطوله الذي انتصر في ليبانتو، إلى جانب تزايد خطر القرصنة في البحار المفتوحة الذي حد من دخله من المستعمرات الأمريكية. وفي النهاية اضطر فيليب إلى إعلانه الإفلاس. لم يمض وقت طويل على حصار أنتويرب حتى بدأ الجيش في هولندا بالتمرد ونهب جنوب هولندا، مما دفع عدة مدن مسالمة في المقاطعات الجنوبية للانضمام إلى التمرد. فاختار الإسبان التفاوض، مما أعاد الهدوء مرة أخرى إلى معظم المقاطعات الجنوبية من اتحاد أراس [الإنجليزية] في 1579.
يتطلب اتفاق أراس ان تكون جميع القوات الإسبانية خارج تلك الأراضي. ولكن في الوقت نفسه كانت عين فيليب على جعل كامل الجزيرة الايبيرية تحت حكمه، وهو هدف تقليدي للملوك الإسبان. ثم واتته الفرصة في 1578 عندما شن الملك البرتغالي سباستيان حملة صليبية ضد المغرب. تلك الحملة التي انتهت بكارثة، وضاعت جثة سيباستيان في معركة الملوك الثلاثة. فحكم عمه المقارب لسنه هنري حتى وفاته في 1580. وعلى الرغم من فيليب قد أعد العدة ومنذ فترة طويلة للسيطرة على البرتغال، وقال انه لا يزال أنه من الضروري في إطلاق حملة عسكرية يقودها دوق ألفا، فتمكن فيليب من أخذها والفوز بلقب ملك البرتغال، ولكن مع ذلك استمرت تلك البلاد مستقلة وبقيت على قوانينها الخاصة بها في مؤسساتها وعملتها. فإن كانت البرتغال قد تنازلت عن استقلاليتها في السياسة الخارجية إلا أن العلاقات بين البلدين استمرت متوترة.

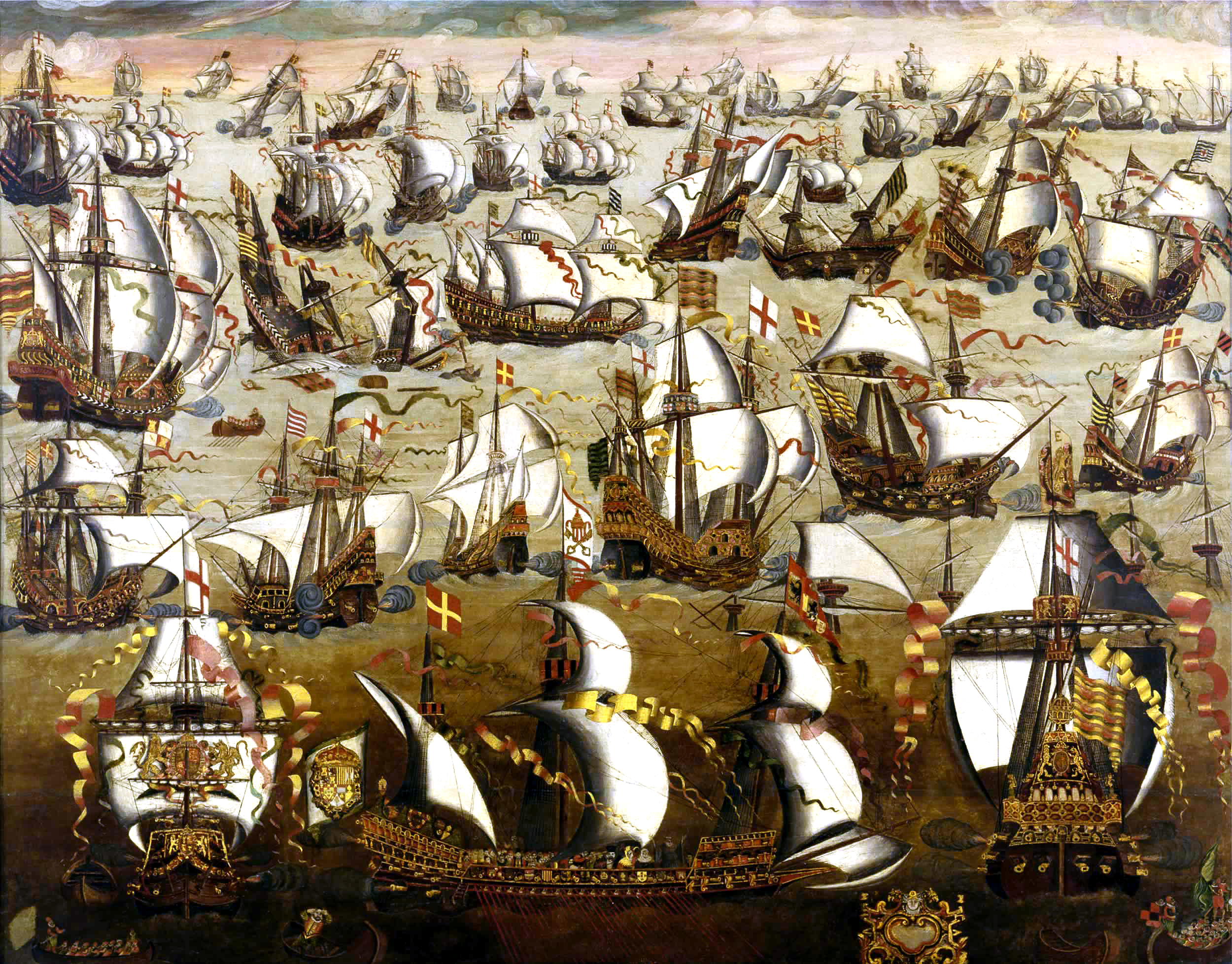
إسطول أرمادا (1588)

لإبقاء هولندا تحت السيطرة فإنها تحتاج إلى قوة احتلال كبيرة، مع إن إسبانيا لاتزال تعاني من إفلاس 1576. ثم في سنة 1584 اغتيل وليام الكتوم وقتله كاثوليكي، وكان هناك أمل أنه بوفاته ستتوقف المقاومة الهولندية مما يوضع حد للحرب. ولكن ذلك لم يحدث، حيث أرسلت الملكة إليزابيث الأولى في 1586 دعما للبروتستانت في هولندا وفرنسا، وشن السير فرانسيس دريك هجمات ضد التجار الإسبان في الكاريبي والمحيط الهادئ، إلى جانب هجوم شرس على ميناء قادس. ولوضع حد من تدخلات الملكة إليزابيث، أرسل فيليب اسطول أرمادا الإسباني لغزو إنجلترا في عام 1588 . 130 سفينة بها 30,000 جندي، ويقودها دوق مدينا سدونة. هدف الإسطول هو نقل الجنود الإسبان من هولندا لغزو إنجلترا. ولكن بعد 3 أيام من الحرب مع الإسطول الإنجليزي، انسحبوا من المعركة واجبروا على الإلتفاف حول اسكتلندا وايرلندا للعودة إلى ديارهم، وقد حطم الجو السيء العديد من سفنهم.
أما في فرنسا فقد اقحمت فيها إسبانيا نفسها بحرب دينية بعد وفاة هنري الثاني وعهد فرانسوا الثاني وشارل التاسع حتى مقتل هنري الثالث على أسوار باريس في 1589 وهو آخر أسرة فالوا. فخلفه هنري الرابع ملك نافار، أول ملوك فرنسا من آل بوربون. وهو رجل ذو قدرة كبيرة، فحقق انتصارات كبيرة ضد التحالف الكاثوليكي في أركيوس (1589) وايفري (1590). ولكنه لم يتمكن من حكم فرنسا إلا بعد أن تحول إلى الكاثوليكية فقبل البابا كليمنت الثامن بعودته إلى الكنيسة الكاثوليكية. أما الجيش الإسباني فقد انقسم إلى مابين البقاء في هولندا وآخر لغزو فرنسا في 1590. ولكن ذلك التوزيع قد أحدث كارثة.

### «الرب إسباني» (1596–1626)

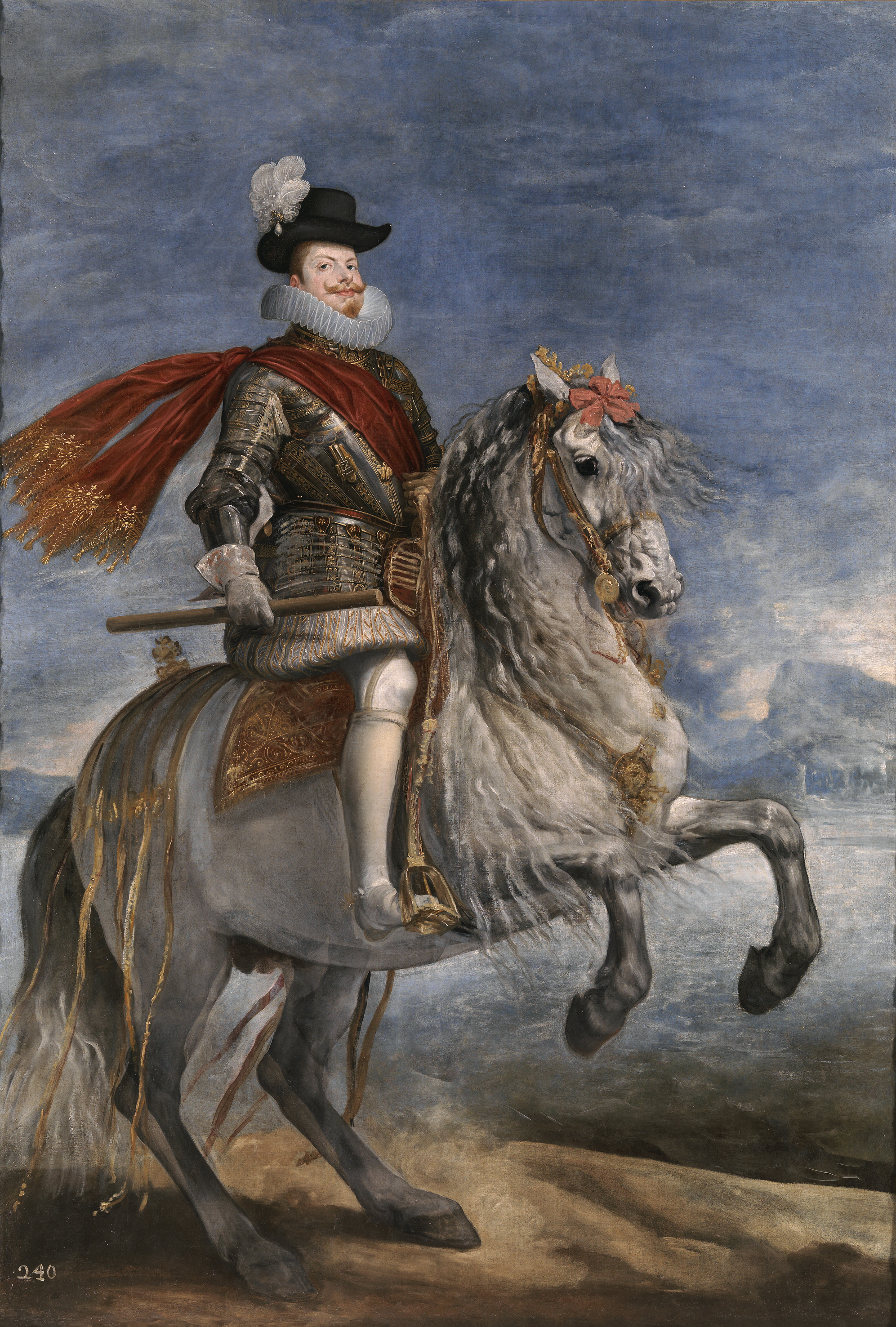
الملك فيليب الثالث ملك إسبانيا (حكم. 1598–1621)

وجدت الحكومة الإسبانية المفلسة نفسها في مواجهة عسكرية ضد فرنسا وانكلترا وهولندا كل منهم لديه قيادة متمكنة ومنافسة من أعداء أقوياء. وأيضا لم تجد أن فضة العالم الجديد يعطي الزيادة المطلوبة في الضرائب كافية لتغطية نفقاتهم العسكرية، فأفلست مرة أخرى في 1596. ولجلب الأموال إلى النظام فقد قللت الحملات العسكرية. وحولت قواتها الفائضة إلى وضع دفاعي ضخم. ثم وقبل وفاته وقع فيليب الثاني معاهدة سلام مع فرنسا، فسحب قواته من المقاطعات الفرنسية وامتنع من دفع الأموال إلى التحالف الكاثوليكي بعد الاعتراف بكاثوليكية هنري الرابع والقبول به ملكا على فرنسا. وفوق ذلك فقد ضرب الطاعون قشتالة ( 1596–1602) آتيا عن طريق السفن القادمة من الشمال، مما تسبب بخسارة نصف مليون شخص. ومع بداية القرن ال17 وعلى الرغم متاعبه، إلا أن إسبانيا لا تزال قوة أوروبا المهيمنة.
خلف فيليب الثالث والده في 1598 ولكنه لا يهتم بالسياسة ولا بالحكومة، مفضلا المشاركة في احتفالات البلاط الباذخة والانغماس الديني وحضور المسارح، وأراد تفويض إدارة الإمبراطورية للآخرين واستقر على الدوق ليرما [الإنجليزية] رئيسا للوزراء.
وبتوجيه من ليرما لجأت حكومة فيليب الثالث لتكتيك كان قد قاومه فيليب الثاني بحزم هو سك كمية ضخمة من عملة الفيلون (vellones) التي لا قيمة لها لدفع عجز الموازنة، مما تسبب بالتضخم في 1607 فواجهت الحكومة الإفلاس.
أعطت الهدنة مع إنجلترا وفرنسا فرصة لإسبانيا في تركيز طاقتها لاستعادة سيطرتها على المقاطعات الهولندية. فقد قاد موريس ناساو المقاومة الهولندية وهو ابن وليام الكتوم ويعد من خيرة الاستراتيجيين في زمانه، حيث نجح سنة 1590 في الإستيلاء على عدد من المدن الحدودية بما فيها قلعة بريدا. ولكن بعد سلام إسبانيا مع انكلترا، استلم القيادة الإسبانية الجنرال امبروجيو سبينولا وهو ند كفؤ لموريس، حيث ضغط على الهولنديين وكاد يعيد احتلال بلدهم لولا حالة الإفلاس التي أصابت إسبانيا في 1607. وبعدها تم توقيع هدنة مصالحة في 1609 بين إسبانيا والمقاطعات المتحدة.

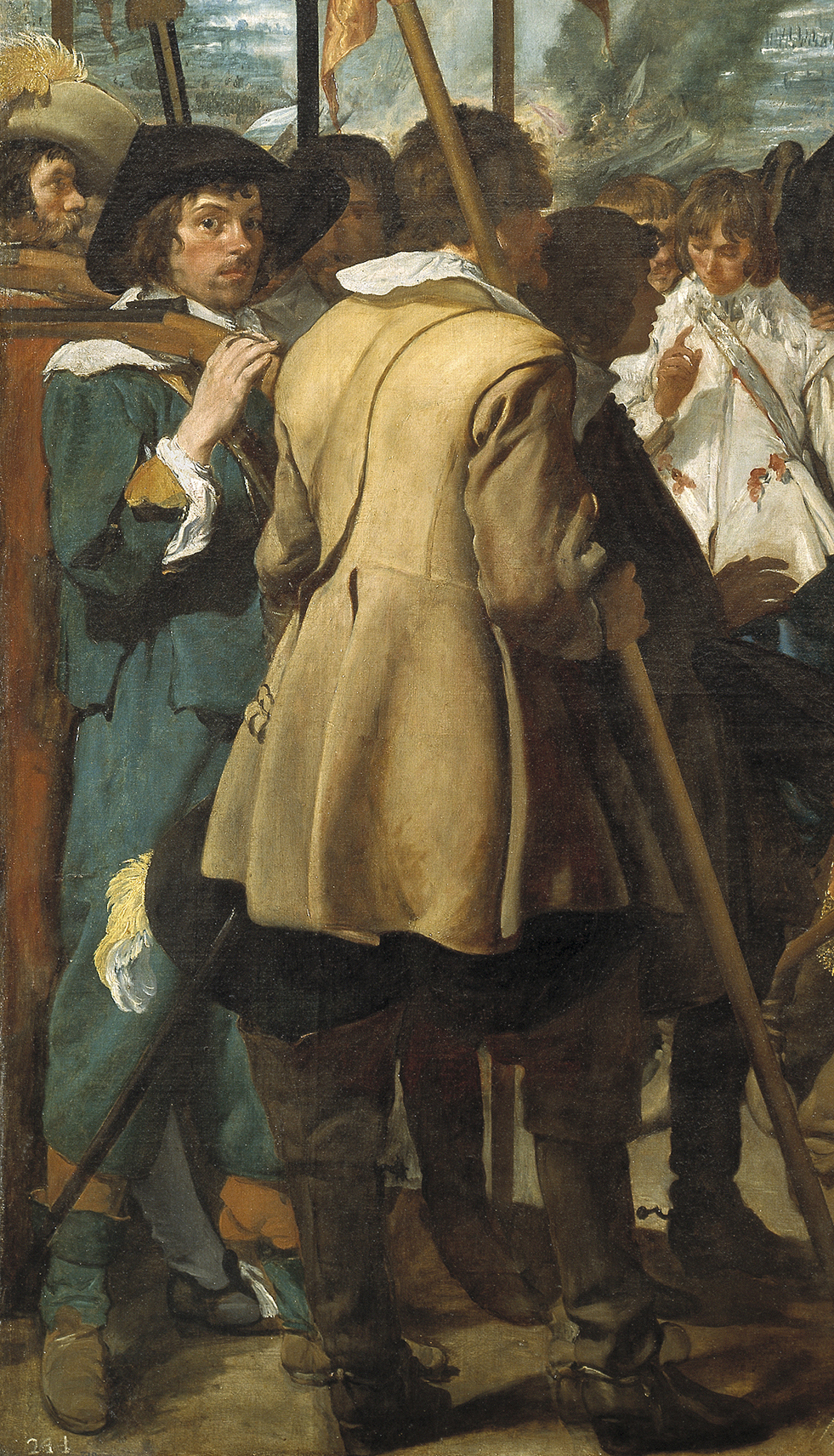
جنود هولنديون: صورة ل حصار بريدا 1625

استعادت إسبانيا عافيتها خلال الهدنة، فانتظمت مواردها المالية وتفعل الكثير من الهيبة والاستقرار في الفترة التي سبقت الحرب العظمى الأخيرة والتي كانت ستلعب فيها دورا رئيسيا. وفي الأراضي المنخفضة التي حكمتها ابنة فيليب الثاني ايزابيلا كلارا يوجينا مع زوجها الأرشيدوق ألبرت فقد أعادت الاستقرار لجنوب هولندا. إلا أن فيليب الثالث وليرما يفتقر كل منهما القدرة على اتخاذ أي تغيير حقيقي في السياسة الخارجية للبلاد. فقد تمسكا بفكرة وضع أخته إيزابيلا على العرش الإنجليزي بعد وفاة الملكة اليزابيث وأرسلا قوة محدودة للتدخل السريع إلى إيرلندا لمساعدة المتمردين. وقد هزمهم الإنجليزية، ولكن حرب الاستنزاف الطويلة استنفذت خزانة إنجلترا من المال والرجال وأيضا الروح المعنوية. فأراد خليفة اليزابيث جيمس الأول بداية جديدة لحكمه. فانتهت الحرب التي استمرت منذ 1585. ثم كادت ان تندلع حربا مع فرنسا في 1610 ولكن هنري الرابع قد اغتيل بعد فترة وجيزة. فسقطت فرنسا في هوة الحرب الأهلية. فنعمت إسبانيا في سلام واستقرار حتى سنة 1630 واستمر مركزها المهيمن في أوروبا. وفي 1618 عزل الملك ليرما ووضع بدلا عنه الدون بالتازار دي زونيغا وهو سفير مخضرم إلى فيينا وهو الذي دعا إلى سياسة خارجية أكثر تشددا.
وبذات السنة بدأ العمل بسياسة القذف من النافذة حيث شرعت النمسا والإمبراطور فرديناند الثاني في حملة ضد الاتحاد البروتستانتي [الإنجليزية] وبوهيميا. شجع دون بالتازار الملك فيليب للانضمام إلى هابسبورغ النمسا في الحرب، فأرسل الجنرال سبينولا نجم الجيش الإسباني في هولندا الصاعد على رأس جيش فلاندرز [الإنجليزية] للتدخل. وهكذا دخلت إسبانيا في حرب الثلاثين عاما.
بعد عدة انتصارات هزم البوهيميين في معركة الجبل الأبيض في 1620. وفي سنة 1621 استلم الحكم فيليب الرابع وهو أكثر تدينا. وفي السنة التالية ازيح دون بالتازار وخلفه غاسبار دي غوزمان دوق أوليفاريس. وفي 1623 تعرض البوهيميون لهزيمة أخرى في معركة شتاتلون. اما في هولندا فقد عادت الحرب مجددا في 1621 حيث أخذ سبينولا قلعة بريدا في 1625. فحاول الملك كريستيان الرابع التدخل لتغيير مسار الحرب مما هدد وضع إسبانيا، ولكن هزيمة الدنماركيين أمام الجنرال ألبرت فالنشتاين في معركتي جسر ديساو ولوتر (كليهما في 1626) قضي على هذا التهديد.
كان لدى مدريد أمل في أن تندمج هولندا داخل الإمبراطورية. وقد بدا أن البروتستانت في ألمانيا قد انتهى امرهم بعد هزيمة الدنمارك. وقد تورطت فرنسا مرة أخرى في مشاكلها الداخلية (بدأ حصار لاروشيل الشهير في 1627). حتى بدا واضحا سمو وعظمة اسبانيا، حيث عبر الدوق أوليفاريس وبحدة: «إن الرب إسباني وأنه يناضل من أجل أمتنا هذه الأيام».

### الطريق إلى روكروا (1626–1643)

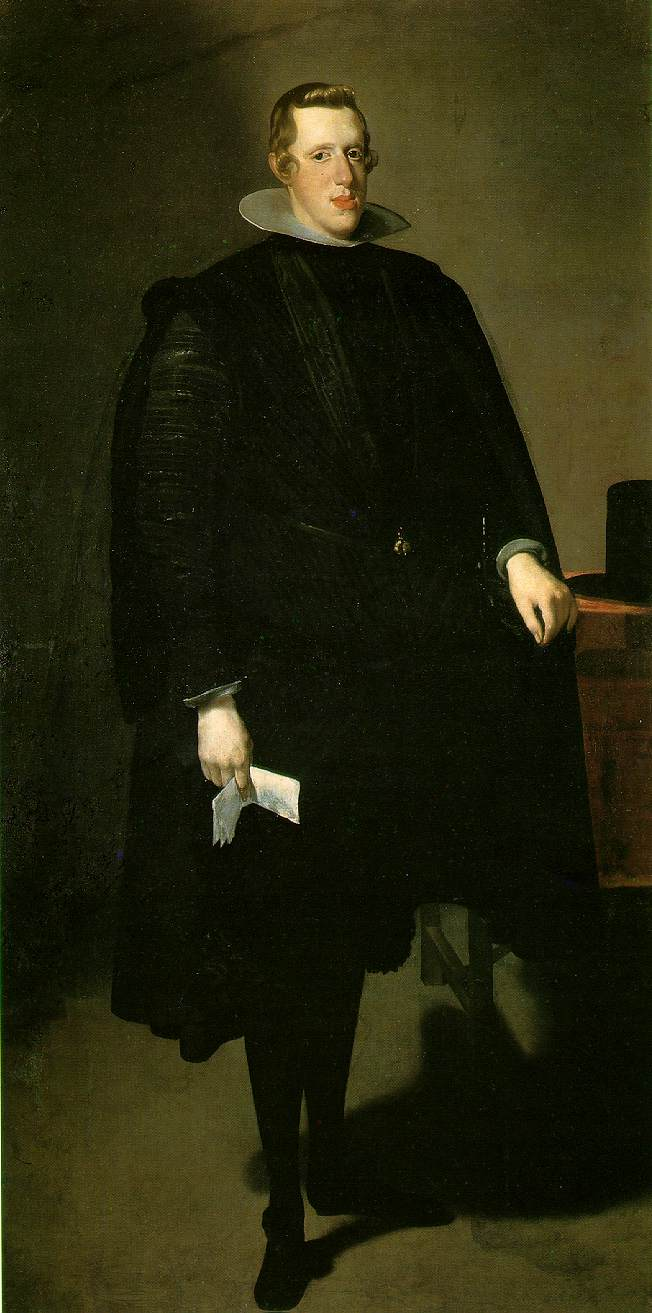
الملك فيليب الرابع ملك إسبانيا (حكم. 1621–1665) رسمها فيلاثكيث

كان أوليفاريس رجلا في غير زمانه. فقد أدرك أن إسبانيا بحاجة إلى إصلاح، وأن الإصلاح بحاجة إلى سلام. لذا كان من الضروري تدمير المقاطعات المتحدة الهولندية. حاولت السياسة الاستعمارية الهولندية لتقويض الهيمنة الإسبانية والبرتغالية. لذا ركز سبينولا وجيشه الإسباني في هولندا، وبدا أن الحرب ستكون لصالح إسبانيا.
تعرضت قشتالة في سنة 1627 لإنهيار اقتصادي. فاضطر آل هابسبورغ لتخفيض عملتهم لدفع ثمن الحرب فانفجرت الأسعار تماما كما كان في حالة الإفلاس السابقة. استمرت أجزاء من قشتالة تعمل بنظام المقايضة بسبب أزمة العملة حتى 1631، ولم تتمكن الحكومة من جمع أي ضرائب ذات قيمة من الفلاحين، حيث اعتمدت على إيراداتها من المستعمرات. أما الجيوش الإسبانية وغيرهم في أراضي ألمانيا فقد لجؤا إلى «عرض أنفسهم» للإرتزاق. تراجع أوليفاريس عن إصلاحات ضريبية معينة في إسبانيا بانتظار نهاية الحرب، ولكنه أسرف بدخوله حرب أخرى محرجة وغير مثمرة في شمال إيطاليا. أما الهولنديون فقد استغلوا هدنة السنوات الإثني عشر حيث كانت أولويتهم تقوية اسطولهم البحري، (والتي أظهرت قوتها الكاملة في معركة جبل طارق 1607)، واستطاع الكابتن بيت هين من توجيه ضربة كبيرة ضد تجارة البحرية الإسبانية وتمكن من أخذ أسطول المال الإسباني والتي كانت إسبانيا تعتمد عليه بعد الانهيار الاقتصادي.
في سنة 1630 حط في ألمانيا غوستاف الثاني أدولف السويدي حيث خلص ميناء اشترالزوند آخر المعاقل الأوروبية للقوات الألمانية المحاربة للإمبراطور. ثم سار غوستاف جنوبا فجذب إليه المزيد من البروتستانت مع كل خطوة يخطوها وانتصر في معركة برايتنفلد وأيضا في معركة لوتسن سنة 1632 التي كلفته حياته. فتحسن وضع الكاثوليك بعد موته، حيث انتصروا في معركة نوردلنجن (1634). لذا ومن موقع قوة اقترب الإمبراطور من الولايات الألمانية التي أنهكتها الحرب في 1635 مع عرض للسلام: فوافقت عدة ولايات بما فيها براندنبورغ وسكسونيا.
عد الكاردينال ريشيليو مؤيدا قويا للهولنديين والبروتستانت منذ بداية الحرب، فقد أرسل الأموال والعتاد إليهم في محاولة للحد من قوة هابسبورغ في أوروبا. وقرر أن معاهدة صلح براغ تتعارض مع مصالح فرنسا وأعلن الحرب على إمبراطور رومانيا المقدسة وإسبانيا بعد أشهر من تلك المعاهدة. وقد حقق الإسبان الأكثر خبرة نجاحات أولية في بداية الحرب. فقد أمر أوليفاريس بحملة خاطفة على شمال فرنسا من هولندا الإسبانية، على أمل تحطيم عزيمة وزراء الملك لويس الثالث عشر وإسقاط ريشيليو. فتقدمت القوات الإسبانية جنوبا حتى كوربي في 1636، مما أشعل جو الخطر في باريس بأن الحرب باتت قريبة إلى الانتهاء بشروط اسبانيا.

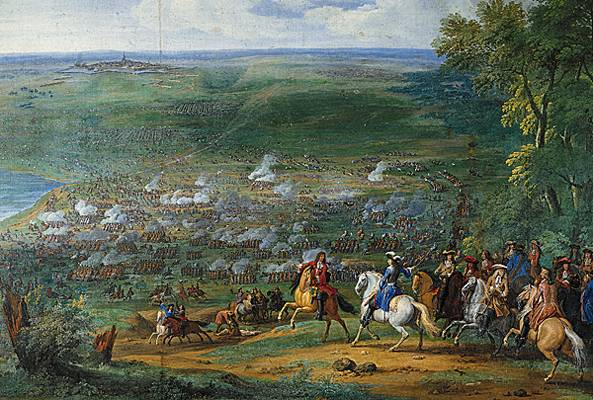
رمزت معركة روكروا (1643) إلى انتهاء الهيمنة الإسبانية

لكن بعد نهاية السنة أوقف أوليفاريس تقدم قواته خوفا من ظهور إفلاس جديد للتاج. فتردده في الضغط أكثر ميزة أتت بالمصير السيء له: فتجمعت القوات الفرنسية من جديد فدفعت الإسبان بالتقهقر نحو الحدود، بحيث لم يتمكنوا من الوصول لتلك النقطة مرة أخرى. وفي البحر تمكنت البحرية الهولندية من تدمير إسطول إسباني يحمل جنودا في معركة داونز [الإنجليزية] سنة 1639. ووجد الإسبان أنفسهم غير قادرين على توفير وتعزيز قواتهم في هولندا. ثم واجه جيش الفلاندرز [الإنجليزية] -والذي يمثل صفوة الجيش الإسباني من قيادة وجنود- هجوما فرنسيا بقيادة لويس الثاني دو بوربون شمال فرنسا في روكروا سنة 1643. حيث تعرض الجيش الذي قاده فرانسيسكو دي ميلو للهزيمة بعد معركة متقاربة أجبر الإسبان على الاستسلام بشروط مشرفة. وبما أنها ليست مذلة ولا نكراء إلا أنها انهت المكانة العالية لجيش الفلاندرز الذي هو أحد أفضل وأشهر جيوش اسبانيا.

### آخر ملوك هابسبورغ الإسبان
بدأت الثورة البرتغالية على إسبانيا في عقد 1640 بمساعدة من أهالي كتالونيا ونابولي والفرنسيون. وعلقت الأراضي المنخفضة الإسبانية بين القبضة المحكمة للقوات الفرنسية والهولندية بعد معركة لنس في 1648، مما أجبر الإسبان بإعطاء سلاما مع الهولنديين حيث اعترف باستقلال المقاطعات المتحدة بمعاهدة صلح وستفاليا التي أنهت كلا من حرب الثمانين عاما وحرب الثلاثين عاما.
حاول أوليفاريس قمع الثورة الكتالانية خلال شن غزو على جنوب فرنسا. لكن إيواء القوات الإسبانية في كاتالونيا جعلت الأوضاع تزداد سوءا، فقرر الكاتالونيون الانفصال عن إسبانيا والاندماج مع فرنسا. فاستغلت فرنسا ذلك وأرسلت قواتها إلى كاتالونيا، ولكن ما إن تجددت الحرب الأهلية في فرنسا حتى تمكنت القوات الإسبانية من اخراجهم في 1652.
استمرت الحرب مع فرنسا لمدة أحد عشر سنة أخرى. على الرغم من أن فرنسا تعاني من حرب أهلية 1648-1652، إما إسبانيا فقد استنفدت قوتها في حرب الثلاثين عاما بالإضافة إلى الثورة المشتعلة في البرتغال وكاتالونيا ونابولي. تلك الحرب الطويلة والمرهقة انتهت بمعركة ديونز (1658) [الإنجليزية] حيث تمكن الفرنسيون بقيادة الفيكونت دورين (بمساعدة الإنجليز) من هزيمة الإسبان. فوافق الإسبان سنة 1659 على صلح البرانس حيث تنازلوا بموجبه لفرنسا عن مقاطعة هولندا الإسبانية أرتوا ومقاطعة روسيون وجزءاً من اللورين.
استغل البرتغاليون الثورة الكاتالونية لإعلان استقلالهم سنة 1640. فقد كانت السنوات الستين من الوحدة بين إسبانيا والبرتغال لم تكن جيدة. فقد زار فيليب الثاني الذي يجيد البرتغالية بطلاقة البلاد مرتين، وزارها فيليب الثالث مرة واحدة، وهي زيارة رسمية قصيرة. أما فيليب الرابع فلم يكلف نفسه عناء الزيارة. فالإسبان الذين يتعرضون لضغوطات في أماكن أخرى، ملامين لعدم حمايتهم الحماية الكافية للمستعمرات البرتغالية من الهولنديين (الذين ضموا جزء من البرازيل إليهم). ولم تكن المستعمرات الإسبانية عند الانكماش الاقتصادي تتمتع بتجارة ومنافسة مع نظيراتها البرتغالية. وفوق ذلك فإن وضع الحكم الذاتي للبرتغال المتساوي مع غيرها في الاتحاد بدأ بالاضمحلال بعد فيليب الثاني فقد كان ينظر إليها في مجالس الدولة باعتبارها مقاطعة. وعند اعلان البرتغال الاستقلال واختيارها دوق براغانزا ملكا عليها باسم جواو الرابع، كانت إسبانيا منشغلة بإخماد ثورة في الأندلس [الإنجليزية] وبالتالي اختارت عدم فعل أي شيء حيال ذلك.
أدت الثورة البرتغالية -نوعا ما- لإسبانيا أن تبرم معاهدة سلام مع فرنسا في 1659. وقد تعايشت كلا من إسبانيا والبرتغال حالة فعلية للسلام من 1644 إلى 1656. وعندما توفي جواو في 1656 حاول الإسبان انتزاع البرتغال من ابنه ألفونسو السادس ولكن هزموا في معركتي اميكسيال (1663)، ومونتيس كلاروس (1665) فأجبر الإسبان على اعتراف باستقلال البرتغال عام 1668.

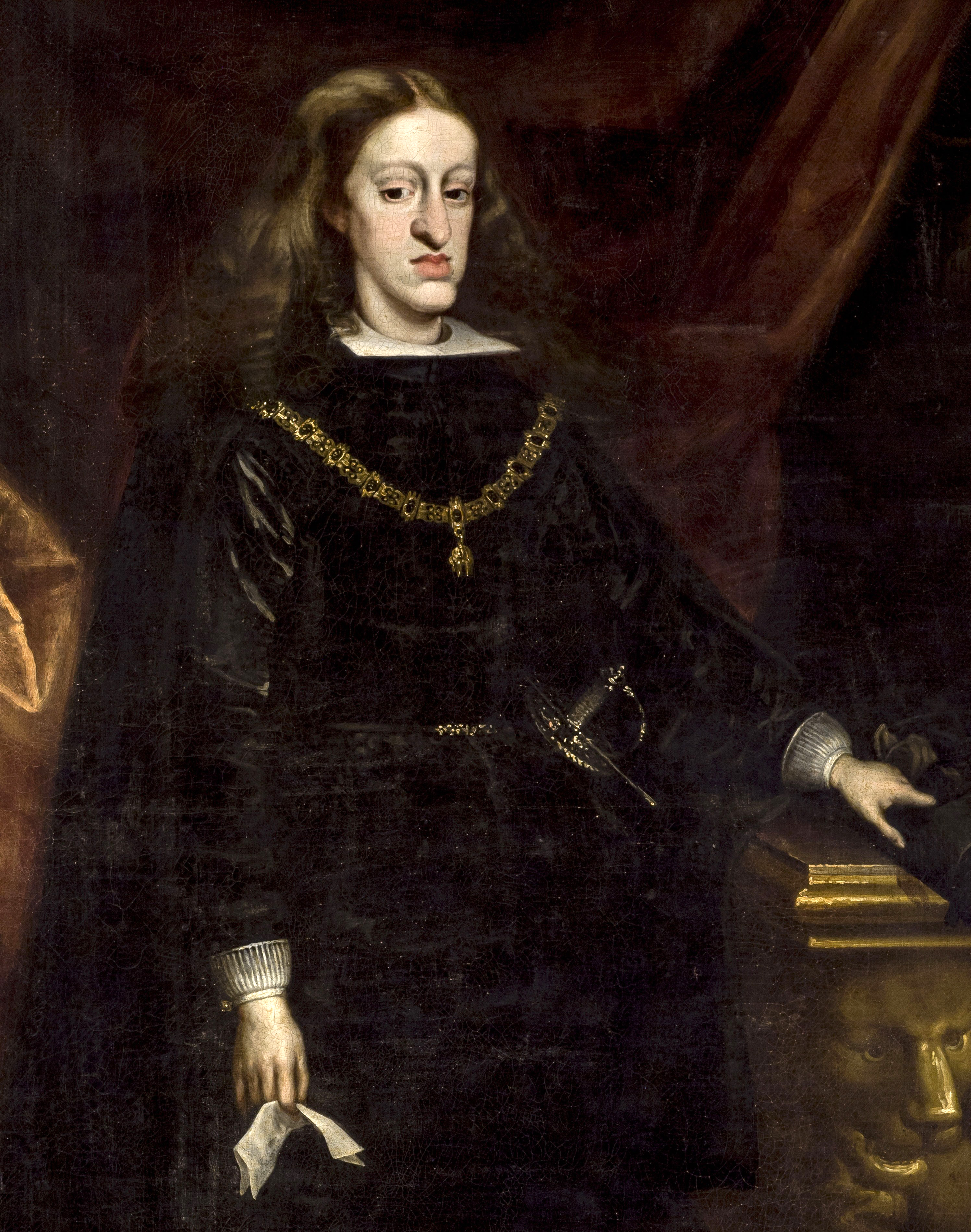
كارلوس الثاني آخر ملوك إسبانيا من آل هابسبورغ (حكم 1665–1700)

شهد عهد فيليب الرابع انحسار نفوذ الامبراطورية الإسبانية، فقد غرق ببطء في حالات الاكتئاب بعد أن اضطر إلى إقالة أوليفاريس وزيره المخلص في 1643. ثم فقد ابنه الأكبر ووريثه بالتازار كارلوس في 1646 وهو في سن ال 16. أما كارلوس فقد تلاعبت به مختلف الزمر السياسية. فقد وقع لفترة قصيرة تحت تأثير أخيه الأصغر الدون خوان خوسيه الأصغر من النمسا فهيمن النبلاء على إسبانيا مرة أخرى. ومعظمهم يخدم مصالحه الخاصة، إلا أن هناك عدد قليل منهم مثل الكونت أوروبيسا، الذي تمكن (بالرغم من الانكماش الإقتصادي المدمر) من استقرار العملة. وحاول آخرون إضعاف سلطة محاكم التفتيش (التي استمرت حتى 1808) وتشجيع التنمية الاقتصادية.
ومع ذلك فقد انكمش الاقتصاد الإسباني (خاصة القشتالي) وانخفض عدد سكانها إلى ما يقرب من مليوني شخص في القرن 17. وأسباب هذا الانخفاض يعود بعضه إلى الطاعون الذي ضربها، وأيضا إلى كثرة قتلى الحروب المتتالية. فوصل عدد السكان إلى أدنى مستوى في 1677-1686 حيث المجاعة والطاعون والكوارث الطبيعية والاضطرابات الاقتصادية فازدادت الهجرة إلى العالم الجديد.
أضحت فرنسا الآن قوية وموحدة تحت حكم لويس الرابع عشر فبعد صلح البرانس (1659) أزيحت إسبانيا كقوة مهيمنة في أوروبا وأخذت فرنسا مكانها. فقد خاضت فرنسا ثلاث حروب خلال تلك الفترة: حرب أيلولة (1667-1668) والحرب الفرنسية الهولندية (1672-1678) وحرب التحالف الكبير (1688-1697). وبالرغم من خسائر إسبانيا الإقليمية (فرانش كونته وبعض المدن في جنوب هولندا وجزء من جزيرة هيسبانيولا) كانت قليلة نسبيا إلا أنها أظهرت بعض الضعف. وقد خطط لويس الرابع عشر (وغيره من حكام أوروبا) لما بعد وفاة كارلوس الثاني، فقد كان واضحا انه لا ينجب أطفال وأن سلالة هابسبورغ الإسبانية ستموت معه. وجاءت نهاية كارلوس عن عمر ناهز 39 في 1 نوفمبر 1700.

## الدين ومحاكم التفتيش الإسبانية

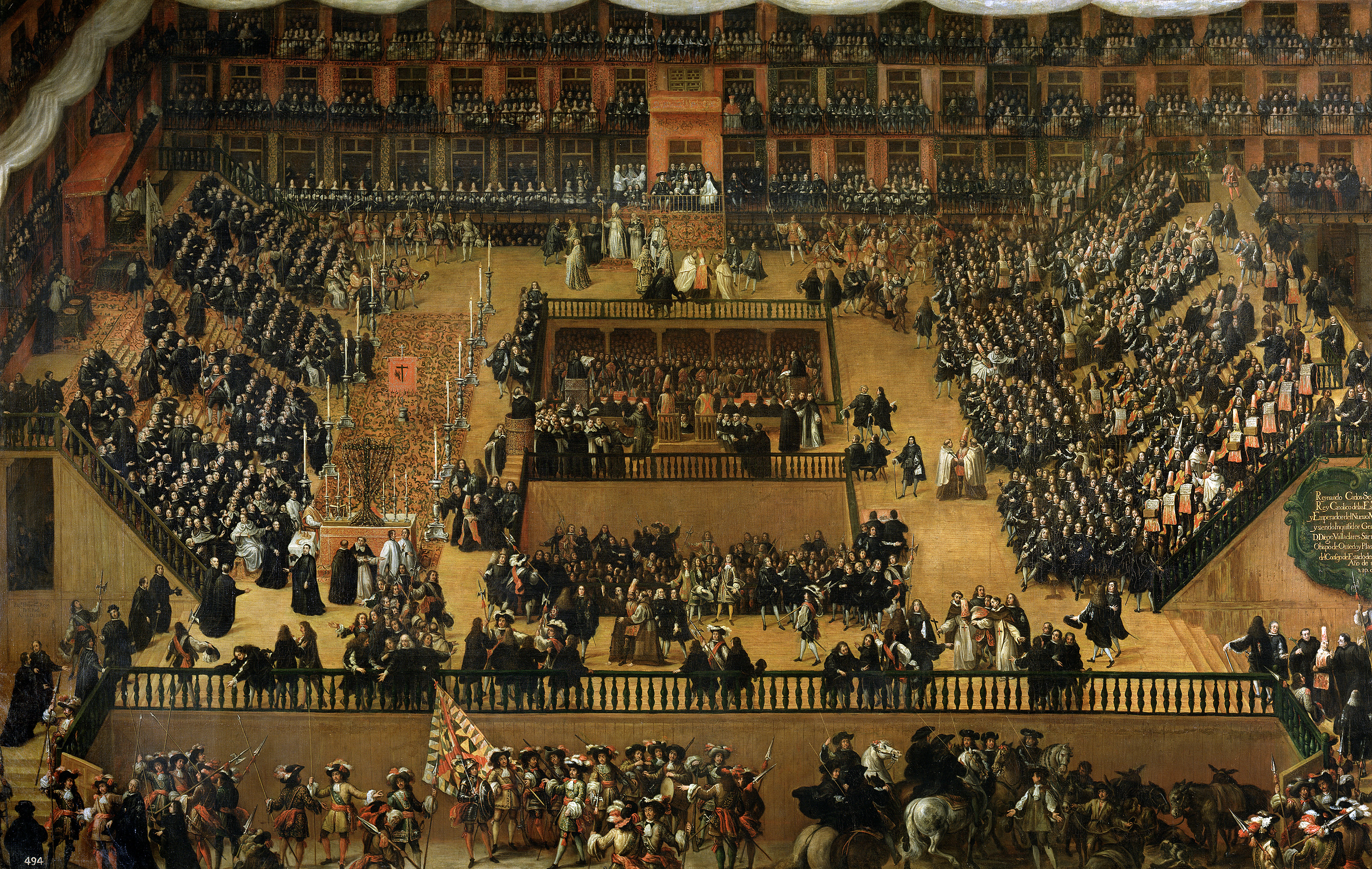
رسوم الإيمان رسمها فرانشيسكو ريزي 1683

أطلقت محاكم التفتيش الإسبانية رسميا في عهد الملوك الكاثوليك وأكملها خلفائهم آل هابسبورغ ولم تنتهي إلا في القرن 19. وأضحت محاكم التفتيش إدارة رسمية في الحكومة الإسبانية في عهد شارلكان، فاندفعت حتى أصبحت خارج السيطرة مع مرور القرن 16.
وسع فيليب الثاني من محاكم التفتيش وجعل الكنيسة التقليدية هدف السياسة العامة. وفي 1559 أي بعد ثلاث سنوات من حكم فيليب منع الطلبة الإسبان من السفر إلى الخارج، وحمل قادة محاكم التفتيش مسؤولية الرقابة، ولم يعد من الممكن استيراد الكتب. فمحاولة فيليب القوية لاستئصال البروتستانت من إسبانيا، حيث أدار حملات عديدة لاستئصال أدبيات اللوثرية والكالفينية من البلاد على أمل تجنب الفوضى التي تشهدها فرنسا. كان فيليب أكثر تدينا من والده، وكان مقتنعا أنه إذا لجأ البروتستانت إلى القوة العسكرية فلا بد له من أن يحذو حذوها. وكان على استعداد للقيام بكل ماهو ممكن لمحاربة الزنادقة والحفاظ على الهيمنة الإسبانية. وقد تدخل في الانتخابات البابوية لضمان اختيار بابا مؤيد لإسبانيا، حيث نجح ثلاث مرات مع الباباوات أوربان السابع وغريغوري الرابع عشر وإينوسنت التاسع. ولكن في المرة الرابعة فشل فيليب في منع انتخاب كليمنت الثامن الموالي لفرنسا.
تم تطهير الكنيسة الإسبانية من تجاوزاتها الإدارية العديدة في القرن 15 بإدارة الكاردينال خيمينيث، فمحاكم التفتيش عملت على تطهير العديد من الإصلاحيين الأكثر راديكالية الذين سعوا إلى تغيير لاهوت الكنيسة كما أرادها المصلحين البروتستانت. بدلا من ذلك، أصبحت إسبانيا مطعمة بمكافحة الإصلاح لأنها خرجت بالتو من الاسترداد. فقد أنجبت إسبانيا خطين فريدين من فكر مكافحة الإصلاح تمثل في شخصيات القديسة تريزا الأفيلاوية والباسكي إغناطيوس دي لويولا. فدعت تيريزا إلى رهبانية صارمة وإحياء المزيد من التقاليد القديمة للتوبة. وقالت إنها شهدت النشوة الدينية التي أصبحت مؤثرة بعمق على الثقافة والفنون الإسبانية. وكان اغناطيوس لويولا مؤسس الرهبنة اليسوعية ذات تأثير قوي في جميع أنحاء العالم بإجهاده الروحي والعقلي، وساهمت في عودة للتعلم في جميع أنحاء أوروبا. وفي سنة 1625 ذروة الهيبة الإسبانية وسلطتها أنشأ غاسبار دي غوزمان دوق أوليفاريس الكلية الإمبريالية اليسوعية في مدريد لتدريب النبلاء الإسبان العلوم الإنسانية والفنون العسكرية.

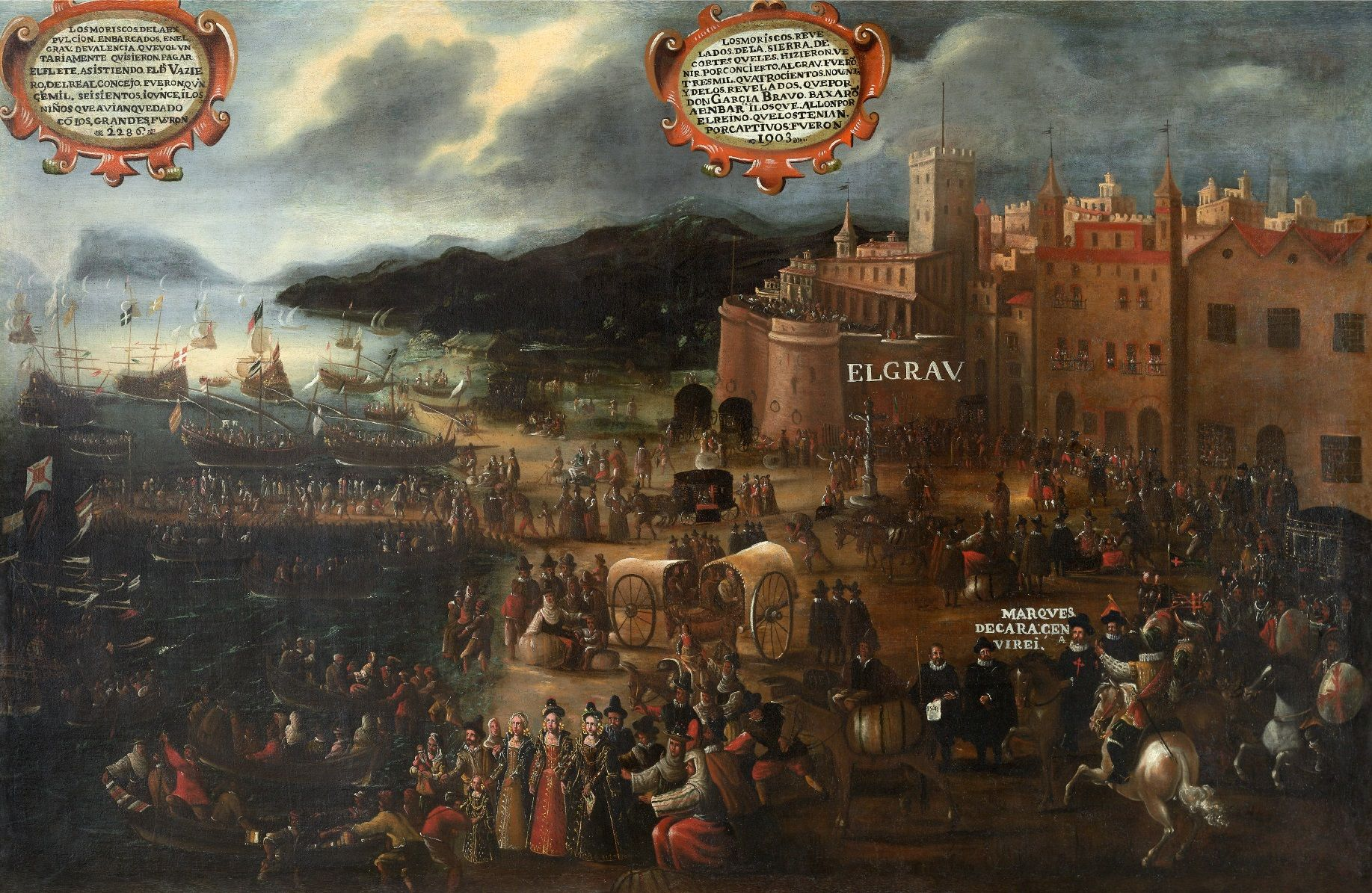
طرد المورسكيون من بلنسية

تم تبديل دين الموريسكيين في جنوب إسبانيا قسرا إلى المسيحية منذ 1502، لكنهم تحت حكم شارلكان تمكنوا من الحصول على بعض التسامح من حكامهم المسيحيين. فسمح لهم بممارسة عاداتهم ولباسهم ولغتهم. ولكن يبقى تطبيق قوانين دينية على الجنسين بنفس القدر. (ولكن فإن شارلكان قد أقر قانون تنقية الدم وهو القانون الذي استبعد من ليس لهم دم مسيحي نقي قديم من مسلم أو يهودي من تبوء المناصب العامة.) إلا أن فيليب أعاد تلك القوانين المقيدة للأجيال السابقة. فثار الموريسكيين في 1568. فأرسل فيليب قوات إيطالية لقمع تلك الثورة بقيادة دون خوان النمساوي، وحتى ذلك الحين فقد تراجع الموريسكيين إلى الجبال ولم يتم هزيمتهم إلا في 1570. وأعقب تلك الثورة برنامج إعادة توطين هائل بنقل 12,000 فلاح مسيحي واستبدال الموريسكيين. وفي سنة 1609 وبناء على نصيحة من دوق ليرما أمر فيليب الثالث بطرد 300,000 موريسكي من إسبانيا.
لم يساعد طرد العمالة اليهودية أو المورو أو المورسكيين في دفع عجلة الاقتصاد الإسباني. فاقتاتت مجموعات متفرقة من الموريسكيين إما على الزراعة بأطراف الجبال أو العمل في أمور غير ماهرين في بلد فيه نقص كبير من العمالة. فحاول مجلس قشتالة التقصي في المسألة فوجده أمر بسيط وليس ذو تأثير. ولكن هناك أجزاء من أراغون وخصوصا فالنسيا حيث كان يعيش فيها نصف الموريسكيين، وكانوا فيها أقلية كبيرة من السكان وتأثيرها ملحوظ بقوة خاصة لأصحاب الأراضي الذين فقدوا المستأجرين.

## الإدارة والبيروقراطية
تدفقت على إسبانيا كميات ضخمة من الذهب من مستعمراتها في العالم الجديد نهبت عند غزوهم تلك المناطق، وقد استخدمها شارلكان الأول لتمويل حروبه في أوروبا. وفي عقد 1520 بدأ باستخراج الفضة بكميات ضخمة من رواسب غنية في ولاية غواناخواتو في المكسيك، ولكن فتح مناجم أخرى في زاكاتيكاس بالمكسيك وبوتوسي في بيرو العليا (حاليا بوليفيا) في 1546 جعل الفضة ثروة اسطورية. تركت الحكومة الإسبانية حرية استخراج الفضة للشركات الخاصة ولكنها وضعت ضريبة سميت باسم الخمس الملكي (بالإسبانية: quinto real)‏ بحيث يكون للحكومة خمس المعادن المستخرجة. وقد نجح الإسبان نجاحا باهرا في جمع الضريبة من جميع أنحاء إمبراطوريتها المترامية في العالم الجديد. فجميع السبائك يجب أن تمر خلال غرفة التجارة الإسبانية في إشبيلية، وذلك بتوجيه من مجلس الإنديز. وتتحكم الدولة في تزويد زئبق المادن الذي هو أساسي لاستخراج الفضة من الخامات، وهو مما ساهم في صرامة السياسة الضريبية الإسبانية.
تسببت الديون في تعرض إسبانيا وباقي أوروبا لتضخم اقتصادي، ولكن بعدها أنخفض مستوى الدين مع ارتفاع واردات الفضة. وقد أدار شارلكان معظم حروبه بالديون. وقد ظهر ذلك جليا بعد تنازله عن العرش بسنة أي في 1557 حيث اضطرت إسبانيا لأول تأجيل سداد ديون، ووضعت نمط ممكن تكراره دائما عند حدوث آثار اقتصادية مدمرة.
استخدم بعض الإسبان في البداية فكرة القتل بالجملة والاستعباد في إجبار الهنود على تغيير دينهم. وبالرغم من أن البعض مثل بارتولومي دي لاس كاساس طالب بالمزيد من المعاملة الإنسانية لهم. مما قاد إلى الكثير من الجدل والعمل الحكومي، فأصدرت عدة قوانين مثل قوانين بورغوس والقوانين الجديدة وهناك تعديلات قانونية وتشريعية أخرى خففت نوعا ما ظروف هنود أمريكا، بما في ذلك إطلاق سراح جميع العبيد من سكان أمريكا الأصليين.

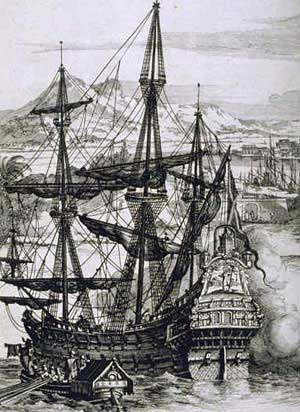
الغاليون الإسباني. رمز بحرية الإمبراطورية الإسبانية.

ولمواجهة تهديدات القرصنة المتزايدة، اعتمد الإسبان في 1564 نظام القوافل البحرية سابقة زمنها، بحيث تسافر أساطيل المال من أمريكا في أبريل وأغسطس من كل عام. أثبتت تلك السياسة فعاليتها وكانت ناجحة جدا. ولم تسقط من تلك القوافل إلا اثنتين فقط: الأولى في 1628 عندما استولى عليها الهولنديين، والأخرى في 1656 واستولى عليها الإنجليز، ولكن بحلول ذلك الوقت كانت قوافل هي صورة منعكسة ما كانت عليه إسبانيا بذروتها في نهاية القرن الماضي. ومع هذا فكثيرا ماتعرضت تلك القوافل للهجوم، وتكون خسائرها نوعية. طبعا ليست كل أساطيل الشحن التابعة للإمبراطورية المبعثرة تكون محمية من قوافل حراسة كبيرة، فكانت فرصة للقرصنة المفوضة من الهولنديين والإنجليز والفرنسيين وأيضا القراصنة المنفردين في مهاجمة السفن التجارية على طول السواحل الأمريكية والإسبانية ونهب المستوطنات المعزولة. بدأت تلك القرصنة تأخذ طابع وحشي لا سيما في عقد 1650، فسقطت جميع الأطراف إلى مستويات مرتفعة من الوحشية، وبمعايير قاسية في ذك الوقت. وقد كان رد فعل إسبانيا هو استقدام أعداد كبيرة من القراصنة المفوضين وجعل دونكيرك التي استردوها قاعدة لغزاة دونكيرك [الإنجليزية] لمهاجمة التجارة الهولندية والإنجليزية والفرنسية. وكان الجزء الأخطر هو حماية الحصون البرتغالية المتناثرة في أفريقيا وآسيا، والتي تعاني من نقص مزمن من الرجال. وقد ثبت أنه من الاستحالة عمل حماية كاملة لها، بسبب مشاركة إسبانيا مشاركة كاملة في عدة جبهات، ولا يمكنها إلا أن تدخر القليل من الجنود لحماية الحصون. وأيضا اضطرت أن تواجه البحرية الإسلامية المتناثرة في المتوسط المدعومة عثمانيا، وهو تهديد أكبر بكثير من تهديد قراصنة الكاريبي والقرصنة الهولندية والشرقية المحيطة بالفلبين.
تتحكم أشبيلية في إنجازات توسع الإمبراطورية الإسبانية في العالم الجديد، بدون توجيه مباشر من بلاط مدريد، حيث كان اهتمام شارلكان  وفيليب الثاني ينصب في المقام الأول على أوروبا، لذا كانت إدارة الأمريكيتين يقوم بها نواب الملك والمسؤولون الاستعماريون الذي يديرون البلاد بحالة شبه استقلال ذاتي. فملوك هابسبورغ ينظرون إلى مستعمراتهم بأنها جمعيات إقطاعية وليست جزءا لا يتجزأ من اسبانيا، ولم يرغبوا بزيارة المستعمرات. فقد أجبرت أسرة هابسبورغ التي حكمت مناطق غير مترابطة ومتعددة بتفويض حكم المناطق الذاتية إلى إدارة محلية مكررة بذلك صورة السياسة الإقطاعية في إسبانيا، ولا سيما في بلاد الباسك وأراغون. وهذا يعني أن الإدارة المحلية هي التي تحدد الضرائب وتحسين البنية التحتية وسياسة التجارة الداخلية، مما أدى إلى حواجز جمركية داخلية ومكوس مختلفة وسياسات متضاربة بين أقاليم مملكة هابسبورغ. وقد تمكن شارلكان  وفيليب الثاني من السيطرة على البلاطات المختلفة من خلال قدرتهم السياسية المثيرة للإعجاب، ولكن سياسة فيليب الثالث والرابع الضعاف أدت إلى الخمول، أما كارلوس الثاني فقد كان غير قادر على السيطرة نهائيا. وقد كان وجود شارلكان وابنه فيليب خارج إسبانيا معظم وقتهم أعاق تطور اسبانيا. وأدارت كلا من بروكسل وأنتويرب إسبانيا في معظم القرن 16، وقد استقر فيليب في إسبانيا فقط خلال الثورة الهولندية، حيث أمضى معظم وقته في عزلة قصر إسكوريال الرهباني. فقد شهدت الإمبراطورية التي يمسكها ملك حازم يحافظ على البيروقراطية نكسة عندما جاء حاكم ليس بثقة إلى العرش. فكان فيليب الثاني لايثق بالنبلاء وأحبط جميع نزعاتهم بالإستقلال. ففي الوقت الذي عرض فيه الكتاب حلولا جديدة لمشاكل إسبانيا مثل استخدام الري في الزراعة وتشجيع النشاط الاقتصادي، فإن النبلاء لم يخرج منهم أحدا يمكنه إحداث إصلاحات جدية.
اصطدم الملك شارلكان عند استلامه الحكم بالنبلاء خلال حرب العوام القشتالية [الإنجليزية] عندما حاول أن يضخ بالحكومة مسئولين هولنديين وفلمنكيين. وأيضا واجه فيليب الثاني مقاومة عامة عند محاولته فرض سلطته على هولندا فساهمت في تمرد هذا البلد. وأيضا كان ينظر إلى غاسبار دي غوزمان دوق أوليفاريس رئيس وزراء فيليب الرابع على أنه ضروري لبقاء إسبانيا أن تكون مركز البيروقراطية. فحتى حين دعم أوليفاريس اتحادا كاملا للبرتغال مع إسبانيا إلا أنه لم ينل فرصة لتحقيق أفكاره. فازدادت البيروقراطية تضخما وفسادا وقت إقالة أوليفاريس في 1643.

## الاقتصاد

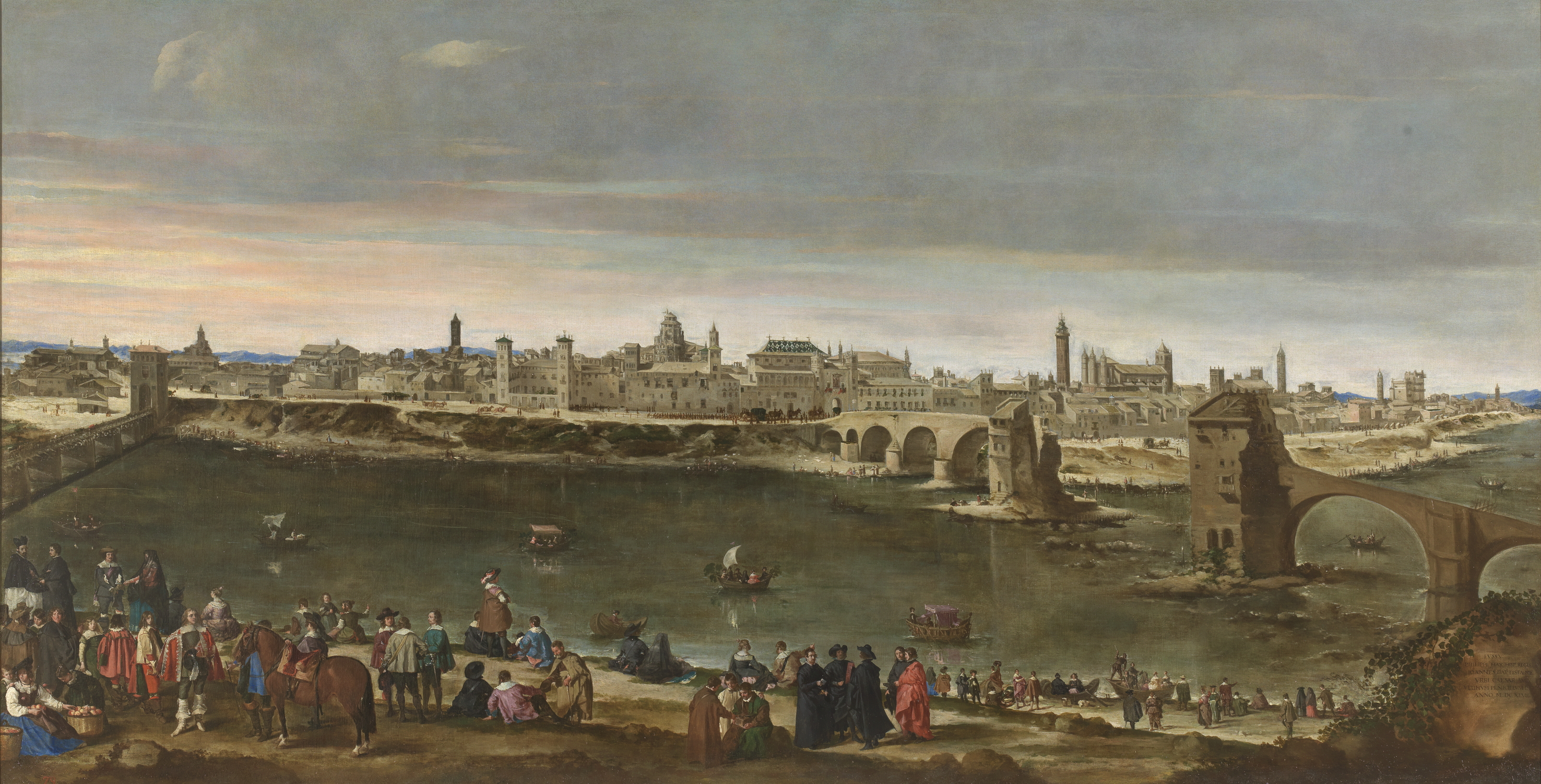
منظر ل سرقسطة 1647. بريشة: خوان باتيستا مارتينيز دلمازو

عانت إسبانيا مثل معظم دول أوروبا من المجاعة والطاعون خلال القرنين 14 و15. وماأن تعافت من تلك الكوارث الديموغرافية بدءا من 1500 حتى بدأ أعداد السكان بالإنفجار. فإشبيلية التي كان يقطنها 60,000 نسمة في 1500 ارتفع إلى 150,000 بحلول نهاية القرن. كانت هناك هجرة كبيرة إلى المدن الإسبانية حيث الفرص مثل بناء السفن والتجارة لخدمة الإمبراطورية الإسبانية المزدهرة. كان القرن 16 هو قرن التنمية في إسبانيا حيث ازدهرت الزراعة والتجارة معا. فمع الصعوبات الداخلية فقد نما إنتاج قشتالة من الحبوب والصوف، فهي غذت التوسع في عدد السكان. وتلك غذت صناعة الغزل والنسيج المحلي والتجارة مع هولندا المربحة. وازدهرت مدن قشتالة: برغش وشقوبية وقونكة وطليطلة مع التوسع في صناعات النسيج والتعدين. ونمت الثروة في سانتاندير على ساحل الأطلسي الشمالي، بسبب دورها التقليدي بأنها ميناء يربط المناطق الداخلية من البلاد مع شمال أوروبا وهو مركز لبناء السفن. وتمددت مدن الجنوب مثل قادش وإشبيلية بسرعة بسبب التجارة وبناء السفن بايعاز من المستعمرات الأمريكية. اما برشلونة فهي لاتزال واحدة من أكثر المدن الساحلية التجارية أهمية ورقيا في أوروبا منذ العصور الوسطى. وبحلول 1590 أضحى عدد سكان إسبانيا أعلى بكثير مما كان عليه في أي فترة سابقة. ثم بدأت قشتالة خلال العقد الأخير من القرن 16 تعاني من تلف المحاصيل ثم ضربها الطاعون في 1596 والذي أسفر عن أول تراجع خطير في عدد السكان. وتلك دورة تكررت عدة مرات في أجزاء مختلفة من البلاد في القرن 17.
وبنهاية القرن 16 كان التضخم في إسبانيا (نتيجة لديون الدولة والأهم استيراد الذهب والفضة من العالم الجديد) قد سبب معاناة كبيرة للفلاحين. فمتوسط تكلفة السلع تضاعفت خمس مرات في القرن 16 في إسبانيا، وأولها الصوف والحبوب. فحين ان الأسعار كانت معقولة بالمقارنة مع القرن 20، فإنها في القرن 15 تغيرت قليلا جدا، واهتز الاقتصاد الأوروبي بما يسمى ثورة الأسعار. فقد كانت إسبانيا مع إنجلترا هما المنتجان الوحيدان للصوف في أوروبا، وقد استفادتا في البداية من النمو السريع. إلا أنه قد بدأت في إسبانيا حركة تسييج كما في إنجلترا، مما خنق التوسع في الزراعة وهجرت قرى بأكملها فأجبر السكان على الانتقال إلى المدن. وأيضا كان ارتفاع معدل التضخم، وعبء حروب هابسبورغ والعديد من الرسوم الجمركية التي قسمت البلاد وقيدت التجارة مع الأمريكتين، مما خنق نمو الصناعة التي ربما قدمت مصدر بديل للدخل في المدن. وثمة عامل آخر هو الطبيعة العسكرية في نبلاء قشتالة، التي تطورت خلال القرون من حروبهم مع المسلمين لإستعادة شبه الجزيرة الايبيرية. فهم يفضلون وظائف في الإدارة الحكومية أو الجيش أو الكنيسة والابتعاد عن الأنشطة الاقتصادية. وهذا يعني أيضا أن عسكرية إسبانيا قد استنفدت ثرواتها ورجالها في حروب شبه مستمرة. وقد فعلت تلك الحروب تحت حكم فيليب الثاني الكثير في مكافحة البروتستانتية، ولكن في القرن 17 أصبح واضحا أنه لا يمكن استعادة العالم الذي كان قائما قبل 1517. أصبح هم حروب إسبانيا خلال هذا القرن هو الحفاظ ماأمكن على هيمنة تحالف هابسبورغ في أوروبا؛ والجدير بالإشارة إلى أن تحالف هابسبورغ قد نجح بشأن دعم الكنيسة الكاثوليكية ضد صعود البروتستانتية.
كانت مهنة رعي الأغنام منتشرة في قشتالة، وازدادت بسرعة مع ارتفاع أسعار الصوف بدعم من الملك. وكانت أغنام مارينو تنتقل كل شتاء من جبال الشمال إلى الجنوب الدافئ متجاهلة مسارات حددتها الدولة تهدف إلى منع الماشية من الدوس على الأراضي الزراعية. وتجاهل فيليب الثاني شكاوى ضد رابطة الرعاة (Mesta) الذين يدفعون أرباح كبيرة من إيرادات الصوف. ولكن ارهاق أراضي قشتالة الزراعية بالرعي جعلها في نهاية المطاف قاحلة، مما جعل إسبانيا وبالذات قشتالة تعتمد على واردات الحبوب لتعويض نقص المحاصيل، وبسبب ارتفاع كلفة النقل وخطر القرصنة، أضحت أسعار المواد الغذائية في إسبانيا أغلى من أي مكان آخر. ونتيجة لذلك ولم تكن الكثافة السكانية في إسبانيا وفي قشتالة بالذات عالية بسبب الجفاف والأرض الصخرية. فالنمو السكاني في شبه الجزيرة الجبلية أبطأ بكثير من فرنسا. فقد كان عدد سكان فرنسا في عهد لويس الرابع عشر أكثر من إسبانيا وإنجلترا مجتمعة.

الحصاد بريشة بيتر بروغل الأكبر

انتشر أداة الائتمان المالية في حركة التجارة الإسبانية في القرن 17. وتكمن مدينة أنتويرب الهولندية في قلب التجارة الأوروبية، ومصرفييها هم الذين مولوا بالدين معظم حروب شارلكان وفيليب الثاني. فشاع استخدام «أرواق مقايضة» بحيث ازدادت بنوك أنتويرب قوة، وأدت إلى تكهنات واسعة النطاق مما ساعد على تضخم فارق الأسعار. وبالرغم من تلك النزعات التي وضعت الأساس لتطور الرأسمالية في إسبانيا وأوروبا إجمالا، إلا أن الإنعدام التام للتنظيم والفساد المتفشي جعل أصحاب الأراضي الصغيرة غالبا ما يفقدون كل شيء بضربة واحدة خاسرة. نمت أسعار العقارات [الإنجليزية] تدريجيا في إسبانيا وبالخصوص قشتالة، وأضحى الاقتصاد مع الوقت غير قادر على المنافسة، وخاصة خلال عهدي فيليب الثالث والرابع عندما هزت أزمات المضاربة المتكررة اسبانيا.
كانت الكنيسة الكاثوليكية منذ العصور الوسطى لها أهمية على الاقتصاد الإسباني. وازدادت تلك الأهمية قوة في عهدي فيليب الثالث والرابع، حيث تصيبهما نوبات قوية من التقوى والورع والعمل الخيري فيتبرعون إلى الكنيسة مناطق شاسعة من البلاد. ولم يفعل آل هابسبورغ اللاحقين شيئا لإعادة توزيع الأراضي. بحيث أضحت معظم قشتالة بحلول نهاية عهد كارلوس الثاني في أيدي قلة مختارة من ملاك الأراضي، وأكبر الملاك كانت هي الكنيسة. وتشير التقديرات إلى أن حيازات الكنيسة الإسبانية قد ازدادت نهاية القرن 17 لتشمل حوالي 20٪ من أراضي قشتالة ويقدر نسبة رجال الدين حوالي 10٪ من الذكور البالغين في قشتالة. فاتجهت سياسة الحكومة في عهد البوربون الذين خلفوا هابسبورغ للحد من أراضي الكنيسة الشاسعة والتي ينظر إليها في ذاك الوقت باعتبارها عائقا للتنمية في البلاد.

## الفنون والثقافة
كان العصر الذهبي الإسباني فترة ازدهار للفنون والآداب الإسبانية الذي امتد من 1550-1650. وبرزت فيه بعض شخصيات تلك الفترة مثل إل غريكو ودييغو فيلاسكيز وميغيل دي ثيربانتس وبيدرو كالديرون دي لا باركا. وكان كلا من إل غريكو وفيلاسكيز رسامين، فالأول كان مشهورا برسومه الدينية، أما الآخر -فهو أحد أهم الشخصيات في الفن الإسباني- فاشتهر برسم بورتريه واقعي دقيق لبلاط فيليب الرابع المعاصر له. وكان دي لا باركا وثيربانتس روائيين، حيث اشتهر ثيربانتس برواية دون كيخوتي وهي واحدة من بين أفضل الأعمال الروائية المكتوبة وربما الأكثر شهرة في الأدب الإسباني في كل العصور. والتي تمكن الفنان من إظهار كل ما هو ملحمي وغنائي وتراجيدي وكوميدي في محاكاة ساخرة حقيقية لجميع أنواع الأدب. اما الراهبة خوانا إينيس دي لا كروث فهي آخر الكتاب الكبار في ذلك العصر وتوفيت في إسبانيا الجديدة سنة 1695‏. وشهد هذا العصر أيضا ازدهار في النشاط الفكري، وتعرف الآن باسم مدرسة سالامانكا حيث أنتجت مفكرين من الذين درست أفكارهم في أوروبا.

## حاشية
1. ↑  في الإسبانية الحديثة: Monarquía Española أو Monarquía Hispánica.
2. ↑  في الإسبانية الحديثة: Monarquía de España.
3. ↑  وأيضا تعرف بإسم مملكة إسبانيا (الإسبانية القديمة: Reyno de España (وتهجأ عادة, Eſpana, Eſpaña أو Eſpanna), الإسبانية الحديثة: Reino de España).[2]
4. ↑  دخل الطاعون من السفن الآتية سانتاندير سنة 1596، من المحتمل أنه قدم من طاعون ابتليت به شمال غرب أوروبا. ثم انتشر جنوبا خلال الطرق الرئيسة حتى مركز قشتالة، فضرب مدريد 1599 ثم اشبيلية 1600 حتى تلاشى بالنهاية في مناطق إشبيلية النائية في 1602.